# Benoniförsvaret
Den här artikeln använder algebraisk schacknotation för att beskriva schackdragen.
Benoniförsvaret, eller bara Benoni, är en schacköppning som karaktäriseras av dragen:
1. d4 Sf6
2. c4 c5
3. d5
Benoni är en grupp av öppningar som inleds med dragen ovan men dragomkastningar är vanliga och ofta uppkommer den karaktäristiska bondeställningen några drag senare. Det finns många skarpa varianter och om vit vill undvika dessa kan han i stället spela 3.Sf3.
Namnet Benoni (som betyder ungefär ”min smärtas son” på hebreiska) kommer från ett manuskript Ben-Oni av Aaron Reinganum från 1825.

## Varianter
Svart kan välja mellan att offra en bonde med 3...b5 (Benkögambit) och att spela modern Benoni som oftast inleds med 3...e6. En tredje möjlighet är 3...e5 (tjeckisk Benoni).
Öppningsdragen 1.d4 c5 kallas gammalbenoni. Det går oftast över i någon av de andra varianterna efter 2.d5.

### Benkögambit (3...b5)
|   | a | b | c | d | e | f | g | h |   |
| 8 | a8 svart torn · b8 svart springare · d8 svart drottning · e8 svart kung · f8 svart löpare · h8 svart torn · d7 svart bonde · e7 svart bonde · f7 svart bonde · h7 svart bonde · a6 svart löpare · f6 svart springare · g6 svart bonde · c5 svart bonde · d5 vit bonde · c3 vit springare · a2 vit bonde · b2 vit bonde · e2 vit bonde · f2 vit bonde · g2 vit bonde · h2 vit bonde · a1 vit torn · c1 vit löpare · d1 vit drottning · e1 vit kung · f1 vit löpare · g1 vit springare · h1 vit torn | a8 svart torn · b8 svart springare · d8 svart drottning · e8 svart kung · f8 svart löpare · h8 svart torn · d7 svart bonde · e7 svart bonde · f7 svart bonde · h7 svart bonde · a6 svart löpare · f6 svart springare · g6 svart bonde · c5 svart bonde · d5 vit bonde · c3 vit springare · a2 vit bonde · b2 vit bonde · e2 vit bonde · f2 vit bonde · g2 vit bonde · h2 vit bonde · a1 vit torn · c1 vit löpare · d1 vit drottning · e1 vit kung · f1 vit löpare · g1 vit springare · h1 vit torn | a8 svart torn · b8 svart springare · d8 svart drottning · e8 svart kung · f8 svart löpare · h8 svart torn · d7 svart bonde · e7 svart bonde · f7 svart bonde · h7 svart bonde · a6 svart löpare · f6 svart springare · g6 svart bonde · c5 svart bonde · d5 vit bonde · c3 vit springare · a2 vit bonde · b2 vit bonde · e2 vit bonde · f2 vit bonde · g2 vit bonde · h2 vit bonde · a1 vit torn · c1 vit löpare · d1 vit drottning · e1 vit kung · f1 vit löpare · g1 vit springare · h1 vit torn | a8 svart torn · b8 svart springare · d8 svart drottning · e8 svart kung · f8 svart löpare · h8 svart torn · d7 svart bonde · e7 svart bonde · f7 svart bonde · h7 svart bonde · a6 svart löpare · f6 svart springare · g6 svart bonde · c5 svart bonde · d5 vit bonde · c3 vit springare · a2 vit bonde · b2 vit bonde · e2 vit bonde · f2 vit bonde · g2 vit bonde · h2 vit bonde · a1 vit torn · c1 vit löpare · d1 vit drottning · e1 vit kung · f1 vit löpare · g1 vit springare · h1 vit torn | a8 svart torn · b8 svart springare · d8 svart drottning · e8 svart kung · f8 svart löpare · h8 svart torn · d7 svart bonde · e7 svart bonde · f7 svart bonde · h7 svart bonde · a6 svart löpare · f6 svart springare · g6 svart bonde · c5 svart bonde · d5 vit bonde · c3 vit springare · a2 vit bonde · b2 vit bonde · e2 vit bonde · f2 vit bonde · g2 vit bonde · h2 vit bonde · a1 vit torn · c1 vit löpare · d1 vit drottning · e1 vit kung · f1 vit löpare · g1 vit springare · h1 vit torn | a8 svart torn · b8 svart springare · d8 svart drottning · e8 svart kung · f8 svart löpare · h8 svart torn · d7 svart bonde · e7 svart bonde · f7 svart bonde · h7 svart bonde · a6 svart löpare · f6 svart springare · g6 svart bonde · c5 svart bonde · d5 vit bonde · c3 vit springare · a2 vit bonde · b2 vit bonde · e2 vit bonde · f2 vit bonde · g2 vit bonde · h2 vit bonde · a1 vit torn · c1 vit löpare · d1 vit drottning · e1 vit kung · f1 vit löpare · g1 vit springare · h1 vit torn | a8 svart torn · b8 svart springare · d8 svart drottning · e8 svart kung · f8 svart löpare · h8 svart torn · d7 svart bonde · e7 svart bonde · f7 svart bonde · h7 svart bonde · a6 svart löpare · f6 svart springare · g6 svart bonde · c5 svart bonde · d5 vit bonde · c3 vit springare · a2 vit bonde · b2 vit bonde · e2 vit bonde · f2 vit bonde · g2 vit bonde · h2 vit bonde · a1 vit torn · c1 vit löpare · d1 vit drottning · e1 vit kung · f1 vit löpare · g1 vit springare · h1 vit torn | a8 svart torn · b8 svart springare · d8 svart drottning · e8 svart kung · f8 svart löpare · h8 svart torn · d7 svart bonde · e7 svart bonde · f7 svart bonde · h7 svart bonde · a6 svart löpare · f6 svart springare · g6 svart bonde · c5 svart bonde · d5 vit bonde · c3 vit springare · a2 vit bonde · b2 vit bonde · e2 vit bonde · f2 vit bonde · g2 vit bonde · h2 vit bonde · a1 vit torn · c1 vit löpare · d1 vit drottning · e1 vit kung · f1 vit löpare · g1 vit springare · h1 vit torn | 8 |
| 7 | a8 svart torn · b8 svart springare · d8 svart drottning · e8 svart kung · f8 svart löpare · h8 svart torn · d7 svart bonde · e7 svart bonde · f7 svart bonde · h7 svart bonde · a6 svart löpare · f6 svart springare · g6 svart bonde · c5 svart bonde · d5 vit bonde · c3 vit springare · a2 vit bonde · b2 vit bonde · e2 vit bonde · f2 vit bonde · g2 vit bonde · h2 vit bonde · a1 vit torn · c1 vit löpare · d1 vit drottning · e1 vit kung · f1 vit löpare · g1 vit springare · h1 vit torn | a8 svart torn · b8 svart springare · d8 svart drottning · e8 svart kung · f8 svart löpare · h8 svart torn · d7 svart bonde · e7 svart bonde · f7 svart bonde · h7 svart bonde · a6 svart löpare · f6 svart springare · g6 svart bonde · c5 svart bonde · d5 vit bonde · c3 vit springare · a2 vit bonde · b2 vit bonde · e2 vit bonde · f2 vit bonde · g2 vit bonde · h2 vit bonde · a1 vit torn · c1 vit löpare · d1 vit drottning · e1 vit kung · f1 vit löpare · g1 vit springare · h1 vit torn | a8 svart torn · b8 svart springare · d8 svart drottning · e8 svart kung · f8 svart löpare · h8 svart torn · d7 svart bonde · e7 svart bonde · f7 svart bonde · h7 svart bonde · a6 svart löpare · f6 svart springare · g6 svart bonde · c5 svart bonde · d5 vit bonde · c3 vit springare · a2 vit bonde · b2 vit bonde · e2 vit bonde · f2 vit bonde · g2 vit bonde · h2 vit bonde · a1 vit torn · c1 vit löpare · d1 vit drottning · e1 vit kung · f1 vit löpare · g1 vit springare · h1 vit torn | a8 svart torn · b8 svart springare · d8 svart drottning · e8 svart kung · f8 svart löpare · h8 svart torn · d7 svart bonde · e7 svart bonde · f7 svart bonde · h7 svart bonde · a6 svart löpare · f6 svart springare · g6 svart bonde · c5 svart bonde · d5 vit bonde · c3 vit springare · a2 vit bonde · b2 vit bonde · e2 vit bonde · f2 vit bonde · g2 vit bonde · h2 vit bonde · a1 vit torn · c1 vit löpare · d1 vit drottning · e1 vit kung · f1 vit löpare · g1 vit springare · h1 vit torn | a8 svart torn · b8 svart springare · d8 svart drottning · e8 svart kung · f8 svart löpare · h8 svart torn · d7 svart bonde · e7 svart bonde · f7 svart bonde · h7 svart bonde · a6 svart löpare · f6 svart springare · g6 svart bonde · c5 svart bonde · d5 vit bonde · c3 vit springare · a2 vit bonde · b2 vit bonde · e2 vit bonde · f2 vit bonde · g2 vit bonde · h2 vit bonde · a1 vit torn · c1 vit löpare · d1 vit drottning · e1 vit kung · f1 vit löpare · g1 vit springare · h1 vit torn | a8 svart torn · b8 svart springare · d8 svart drottning · e8 svart kung · f8 svart löpare · h8 svart torn · d7 svart bonde · e7 svart bonde · f7 svart bonde · h7 svart bonde · a6 svart löpare · f6 svart springare · g6 svart bonde · c5 svart bonde · d5 vit bonde · c3 vit springare · a2 vit bonde · b2 vit bonde · e2 vit bonde · f2 vit bonde · g2 vit bonde · h2 vit bonde · a1 vit torn · c1 vit löpare · d1 vit drottning · e1 vit kung · f1 vit löpare · g1 vit springare · h1 vit torn | a8 svart torn · b8 svart springare · d8 svart drottning · e8 svart kung · f8 svart löpare · h8 svart torn · d7 svart bonde · e7 svart bonde · f7 svart bonde · h7 svart bonde · a6 svart löpare · f6 svart springare · g6 svart bonde · c5 svart bonde · d5 vit bonde · c3 vit springare · a2 vit bonde · b2 vit bonde · e2 vit bonde · f2 vit bonde · g2 vit bonde · h2 vit bonde · a1 vit torn · c1 vit löpare · d1 vit drottning · e1 vit kung · f1 vit löpare · g1 vit springare · h1 vit torn | a8 svart torn · b8 svart springare · d8 svart drottning · e8 svart kung · f8 svart löpare · h8 svart torn · d7 svart bonde · e7 svart bonde · f7 svart bonde · h7 svart bonde · a6 svart löpare · f6 svart springare · g6 svart bonde · c5 svart bonde · d5 vit bonde · c3 vit springare · a2 vit bonde · b2 vit bonde · e2 vit bonde · f2 vit bonde · g2 vit bonde · h2 vit bonde · a1 vit torn · c1 vit löpare · d1 vit drottning · e1 vit kung · f1 vit löpare · g1 vit springare · h1 vit torn | 7 |
| 6 | a8 svart torn · b8 svart springare · d8 svart drottning · e8 svart kung · f8 svart löpare · h8 svart torn · d7 svart bonde · e7 svart bonde · f7 svart bonde · h7 svart bonde · a6 svart löpare · f6 svart springare · g6 svart bonde · c5 svart bonde · d5 vit bonde · c3 vit springare · a2 vit bonde · b2 vit bonde · e2 vit bonde · f2 vit bonde · g2 vit bonde · h2 vit bonde · a1 vit torn · c1 vit löpare · d1 vit drottning · e1 vit kung · f1 vit löpare · g1 vit springare · h1 vit torn | a8 svart torn · b8 svart springare · d8 svart drottning · e8 svart kung · f8 svart löpare · h8 svart torn · d7 svart bonde · e7 svart bonde · f7 svart bonde · h7 svart bonde · a6 svart löpare · f6 svart springare · g6 svart bonde · c5 svart bonde · d5 vit bonde · c3 vit springare · a2 vit bonde · b2 vit bonde · e2 vit bonde · f2 vit bonde · g2 vit bonde · h2 vit bonde · a1 vit torn · c1 vit löpare · d1 vit drottning · e1 vit kung · f1 vit löpare · g1 vit springare · h1 vit torn | a8 svart torn · b8 svart springare · d8 svart drottning · e8 svart kung · f8 svart löpare · h8 svart torn · d7 svart bonde · e7 svart bonde · f7 svart bonde · h7 svart bonde · a6 svart löpare · f6 svart springare · g6 svart bonde · c5 svart bonde · d5 vit bonde · c3 vit springare · a2 vit bonde · b2 vit bonde · e2 vit bonde · f2 vit bonde · g2 vit bonde · h2 vit bonde · a1 vit torn · c1 vit löpare · d1 vit drottning · e1 vit kung · f1 vit löpare · g1 vit springare · h1 vit torn | a8 svart torn · b8 svart springare · d8 svart drottning · e8 svart kung · f8 svart löpare · h8 svart torn · d7 svart bonde · e7 svart bonde · f7 svart bonde · h7 svart bonde · a6 svart löpare · f6 svart springare · g6 svart bonde · c5 svart bonde · d5 vit bonde · c3 vit springare · a2 vit bonde · b2 vit bonde · e2 vit bonde · f2 vit bonde · g2 vit bonde · h2 vit bonde · a1 vit torn · c1 vit löpare · d1 vit drottning · e1 vit kung · f1 vit löpare · g1 vit springare · h1 vit torn | a8 svart torn · b8 svart springare · d8 svart drottning · e8 svart kung · f8 svart löpare · h8 svart torn · d7 svart bonde · e7 svart bonde · f7 svart bonde · h7 svart bonde · a6 svart löpare · f6 svart springare · g6 svart bonde · c5 svart bonde · d5 vit bonde · c3 vit springare · a2 vit bonde · b2 vit bonde · e2 vit bonde · f2 vit bonde · g2 vit bonde · h2 vit bonde · a1 vit torn · c1 vit löpare · d1 vit drottning · e1 vit kung · f1 vit löpare · g1 vit springare · h1 vit torn | a8 svart torn · b8 svart springare · d8 svart drottning · e8 svart kung · f8 svart löpare · h8 svart torn · d7 svart bonde · e7 svart bonde · f7 svart bonde · h7 svart bonde · a6 svart löpare · f6 svart springare · g6 svart bonde · c5 svart bonde · d5 vit bonde · c3 vit springare · a2 vit bonde · b2 vit bonde · e2 vit bonde · f2 vit bonde · g2 vit bonde · h2 vit bonde · a1 vit torn · c1 vit löpare · d1 vit drottning · e1 vit kung · f1 vit löpare · g1 vit springare · h1 vit torn | a8 svart torn · b8 svart springare · d8 svart drottning · e8 svart kung · f8 svart löpare · h8 svart torn · d7 svart bonde · e7 svart bonde · f7 svart bonde · h7 svart bonde · a6 svart löpare · f6 svart springare · g6 svart bonde · c5 svart bonde · d5 vit bonde · c3 vit springare · a2 vit bonde · b2 vit bonde · e2 vit bonde · f2 vit bonde · g2 vit bonde · h2 vit bonde · a1 vit torn · c1 vit löpare · d1 vit drottning · e1 vit kung · f1 vit löpare · g1 vit springare · h1 vit torn | a8 svart torn · b8 svart springare · d8 svart drottning · e8 svart kung · f8 svart löpare · h8 svart torn · d7 svart bonde · e7 svart bonde · f7 svart bonde · h7 svart bonde · a6 svart löpare · f6 svart springare · g6 svart bonde · c5 svart bonde · d5 vit bonde · c3 vit springare · a2 vit bonde · b2 vit bonde · e2 vit bonde · f2 vit bonde · g2 vit bonde · h2 vit bonde · a1 vit torn · c1 vit löpare · d1 vit drottning · e1 vit kung · f1 vit löpare · g1 vit springare · h1 vit torn | 6 |
| 5 | a8 svart torn · b8 svart springare · d8 svart drottning · e8 svart kung · f8 svart löpare · h8 svart torn · d7 svart bonde · e7 svart bonde · f7 svart bonde · h7 svart bonde · a6 svart löpare · f6 svart springare · g6 svart bonde · c5 svart bonde · d5 vit bonde · c3 vit springare · a2 vit bonde · b2 vit bonde · e2 vit bonde · f2 vit bonde · g2 vit bonde · h2 vit bonde · a1 vit torn · c1 vit löpare · d1 vit drottning · e1 vit kung · f1 vit löpare · g1 vit springare · h1 vit torn | a8 svart torn · b8 svart springare · d8 svart drottning · e8 svart kung · f8 svart löpare · h8 svart torn · d7 svart bonde · e7 svart bonde · f7 svart bonde · h7 svart bonde · a6 svart löpare · f6 svart springare · g6 svart bonde · c5 svart bonde · d5 vit bonde · c3 vit springare · a2 vit bonde · b2 vit bonde · e2 vit bonde · f2 vit bonde · g2 vit bonde · h2 vit bonde · a1 vit torn · c1 vit löpare · d1 vit drottning · e1 vit kung · f1 vit löpare · g1 vit springare · h1 vit torn | a8 svart torn · b8 svart springare · d8 svart drottning · e8 svart kung · f8 svart löpare · h8 svart torn · d7 svart bonde · e7 svart bonde · f7 svart bonde · h7 svart bonde · a6 svart löpare · f6 svart springare · g6 svart bonde · c5 svart bonde · d5 vit bonde · c3 vit springare · a2 vit bonde · b2 vit bonde · e2 vit bonde · f2 vit bonde · g2 vit bonde · h2 vit bonde · a1 vit torn · c1 vit löpare · d1 vit drottning · e1 vit kung · f1 vit löpare · g1 vit springare · h1 vit torn | a8 svart torn · b8 svart springare · d8 svart drottning · e8 svart kung · f8 svart löpare · h8 svart torn · d7 svart bonde · e7 svart bonde · f7 svart bonde · h7 svart bonde · a6 svart löpare · f6 svart springare · g6 svart bonde · c5 svart bonde · d5 vit bonde · c3 vit springare · a2 vit bonde · b2 vit bonde · e2 vit bonde · f2 vit bonde · g2 vit bonde · h2 vit bonde · a1 vit torn · c1 vit löpare · d1 vit drottning · e1 vit kung · f1 vit löpare · g1 vit springare · h1 vit torn | a8 svart torn · b8 svart springare · d8 svart drottning · e8 svart kung · f8 svart löpare · h8 svart torn · d7 svart bonde · e7 svart bonde · f7 svart bonde · h7 svart bonde · a6 svart löpare · f6 svart springare · g6 svart bonde · c5 svart bonde · d5 vit bonde · c3 vit springare · a2 vit bonde · b2 vit bonde · e2 vit bonde · f2 vit bonde · g2 vit bonde · h2 vit bonde · a1 vit torn · c1 vit löpare · d1 vit drottning · e1 vit kung · f1 vit löpare · g1 vit springare · h1 vit torn | a8 svart torn · b8 svart springare · d8 svart drottning · e8 svart kung · f8 svart löpare · h8 svart torn · d7 svart bonde · e7 svart bonde · f7 svart bonde · h7 svart bonde · a6 svart löpare · f6 svart springare · g6 svart bonde · c5 svart bonde · d5 vit bonde · c3 vit springare · a2 vit bonde · b2 vit bonde · e2 vit bonde · f2 vit bonde · g2 vit bonde · h2 vit bonde · a1 vit torn · c1 vit löpare · d1 vit drottning · e1 vit kung · f1 vit löpare · g1 vit springare · h1 vit torn | a8 svart torn · b8 svart springare · d8 svart drottning · e8 svart kung · f8 svart löpare · h8 svart torn · d7 svart bonde · e7 svart bonde · f7 svart bonde · h7 svart bonde · a6 svart löpare · f6 svart springare · g6 svart bonde · c5 svart bonde · d5 vit bonde · c3 vit springare · a2 vit bonde · b2 vit bonde · e2 vit bonde · f2 vit bonde · g2 vit bonde · h2 vit bonde · a1 vit torn · c1 vit löpare · d1 vit drottning · e1 vit kung · f1 vit löpare · g1 vit springare · h1 vit torn | a8 svart torn · b8 svart springare · d8 svart drottning · e8 svart kung · f8 svart löpare · h8 svart torn · d7 svart bonde · e7 svart bonde · f7 svart bonde · h7 svart bonde · a6 svart löpare · f6 svart springare · g6 svart bonde · c5 svart bonde · d5 vit bonde · c3 vit springare · a2 vit bonde · b2 vit bonde · e2 vit bonde · f2 vit bonde · g2 vit bonde · h2 vit bonde · a1 vit torn · c1 vit löpare · d1 vit drottning · e1 vit kung · f1 vit löpare · g1 vit springare · h1 vit torn | 5 |
| 4 | a8 svart torn · b8 svart springare · d8 svart drottning · e8 svart kung · f8 svart löpare · h8 svart torn · d7 svart bonde · e7 svart bonde · f7 svart bonde · h7 svart bonde · a6 svart löpare · f6 svart springare · g6 svart bonde · c5 svart bonde · d5 vit bonde · c3 vit springare · a2 vit bonde · b2 vit bonde · e2 vit bonde · f2 vit bonde · g2 vit bonde · h2 vit bonde · a1 vit torn · c1 vit löpare · d1 vit drottning · e1 vit kung · f1 vit löpare · g1 vit springare · h1 vit torn | a8 svart torn · b8 svart springare · d8 svart drottning · e8 svart kung · f8 svart löpare · h8 svart torn · d7 svart bonde · e7 svart bonde · f7 svart bonde · h7 svart bonde · a6 svart löpare · f6 svart springare · g6 svart bonde · c5 svart bonde · d5 vit bonde · c3 vit springare · a2 vit bonde · b2 vit bonde · e2 vit bonde · f2 vit bonde · g2 vit bonde · h2 vit bonde · a1 vit torn · c1 vit löpare · d1 vit drottning · e1 vit kung · f1 vit löpare · g1 vit springare · h1 vit torn | a8 svart torn · b8 svart springare · d8 svart drottning · e8 svart kung · f8 svart löpare · h8 svart torn · d7 svart bonde · e7 svart bonde · f7 svart bonde · h7 svart bonde · a6 svart löpare · f6 svart springare · g6 svart bonde · c5 svart bonde · d5 vit bonde · c3 vit springare · a2 vit bonde · b2 vit bonde · e2 vit bonde · f2 vit bonde · g2 vit bonde · h2 vit bonde · a1 vit torn · c1 vit löpare · d1 vit drottning · e1 vit kung · f1 vit löpare · g1 vit springare · h1 vit torn | a8 svart torn · b8 svart springare · d8 svart drottning · e8 svart kung · f8 svart löpare · h8 svart torn · d7 svart bonde · e7 svart bonde · f7 svart bonde · h7 svart bonde · a6 svart löpare · f6 svart springare · g6 svart bonde · c5 svart bonde · d5 vit bonde · c3 vit springare · a2 vit bonde · b2 vit bonde · e2 vit bonde · f2 vit bonde · g2 vit bonde · h2 vit bonde · a1 vit torn · c1 vit löpare · d1 vit drottning · e1 vit kung · f1 vit löpare · g1 vit springare · h1 vit torn | a8 svart torn · b8 svart springare · d8 svart drottning · e8 svart kung · f8 svart löpare · h8 svart torn · d7 svart bonde · e7 svart bonde · f7 svart bonde · h7 svart bonde · a6 svart löpare · f6 svart springare · g6 svart bonde · c5 svart bonde · d5 vit bonde · c3 vit springare · a2 vit bonde · b2 vit bonde · e2 vit bonde · f2 vit bonde · g2 vit bonde · h2 vit bonde · a1 vit torn · c1 vit löpare · d1 vit drottning · e1 vit kung · f1 vit löpare · g1 vit springare · h1 vit torn | a8 svart torn · b8 svart springare · d8 svart drottning · e8 svart kung · f8 svart löpare · h8 svart torn · d7 svart bonde · e7 svart bonde · f7 svart bonde · h7 svart bonde · a6 svart löpare · f6 svart springare · g6 svart bonde · c5 svart bonde · d5 vit bonde · c3 vit springare · a2 vit bonde · b2 vit bonde · e2 vit bonde · f2 vit bonde · g2 vit bonde · h2 vit bonde · a1 vit torn · c1 vit löpare · d1 vit drottning · e1 vit kung · f1 vit löpare · g1 vit springare · h1 vit torn | a8 svart torn · b8 svart springare · d8 svart drottning · e8 svart kung · f8 svart löpare · h8 svart torn · d7 svart bonde · e7 svart bonde · f7 svart bonde · h7 svart bonde · a6 svart löpare · f6 svart springare · g6 svart bonde · c5 svart bonde · d5 vit bonde · c3 vit springare · a2 vit bonde · b2 vit bonde · e2 vit bonde · f2 vit bonde · g2 vit bonde · h2 vit bonde · a1 vit torn · c1 vit löpare · d1 vit drottning · e1 vit kung · f1 vit löpare · g1 vit springare · h1 vit torn | a8 svart torn · b8 svart springare · d8 svart drottning · e8 svart kung · f8 svart löpare · h8 svart torn · d7 svart bonde · e7 svart bonde · f7 svart bonde · h7 svart bonde · a6 svart löpare · f6 svart springare · g6 svart bonde · c5 svart bonde · d5 vit bonde · c3 vit springare · a2 vit bonde · b2 vit bonde · e2 vit bonde · f2 vit bonde · g2 vit bonde · h2 vit bonde · a1 vit torn · c1 vit löpare · d1 vit drottning · e1 vit kung · f1 vit löpare · g1 vit springare · h1 vit torn | 4 |
| 3 | a8 svart torn · b8 svart springare · d8 svart drottning · e8 svart kung · f8 svart löpare · h8 svart torn · d7 svart bonde · e7 svart bonde · f7 svart bonde · h7 svart bonde · a6 svart löpare · f6 svart springare · g6 svart bonde · c5 svart bonde · d5 vit bonde · c3 vit springare · a2 vit bonde · b2 vit bonde · e2 vit bonde · f2 vit bonde · g2 vit bonde · h2 vit bonde · a1 vit torn · c1 vit löpare · d1 vit drottning · e1 vit kung · f1 vit löpare · g1 vit springare · h1 vit torn | a8 svart torn · b8 svart springare · d8 svart drottning · e8 svart kung · f8 svart löpare · h8 svart torn · d7 svart bonde · e7 svart bonde · f7 svart bonde · h7 svart bonde · a6 svart löpare · f6 svart springare · g6 svart bonde · c5 svart bonde · d5 vit bonde · c3 vit springare · a2 vit bonde · b2 vit bonde · e2 vit bonde · f2 vit bonde · g2 vit bonde · h2 vit bonde · a1 vit torn · c1 vit löpare · d1 vit drottning · e1 vit kung · f1 vit löpare · g1 vit springare · h1 vit torn | a8 svart torn · b8 svart springare · d8 svart drottning · e8 svart kung · f8 svart löpare · h8 svart torn · d7 svart bonde · e7 svart bonde · f7 svart bonde · h7 svart bonde · a6 svart löpare · f6 svart springare · g6 svart bonde · c5 svart bonde · d5 vit bonde · c3 vit springare · a2 vit bonde · b2 vit bonde · e2 vit bonde · f2 vit bonde · g2 vit bonde · h2 vit bonde · a1 vit torn · c1 vit löpare · d1 vit drottning · e1 vit kung · f1 vit löpare · g1 vit springare · h1 vit torn | a8 svart torn · b8 svart springare · d8 svart drottning · e8 svart kung · f8 svart löpare · h8 svart torn · d7 svart bonde · e7 svart bonde · f7 svart bonde · h7 svart bonde · a6 svart löpare · f6 svart springare · g6 svart bonde · c5 svart bonde · d5 vit bonde · c3 vit springare · a2 vit bonde · b2 vit bonde · e2 vit bonde · f2 vit bonde · g2 vit bonde · h2 vit bonde · a1 vit torn · c1 vit löpare · d1 vit drottning · e1 vit kung · f1 vit löpare · g1 vit springare · h1 vit torn | a8 svart torn · b8 svart springare · d8 svart drottning · e8 svart kung · f8 svart löpare · h8 svart torn · d7 svart bonde · e7 svart bonde · f7 svart bonde · h7 svart bonde · a6 svart löpare · f6 svart springare · g6 svart bonde · c5 svart bonde · d5 vit bonde · c3 vit springare · a2 vit bonde · b2 vit bonde · e2 vit bonde · f2 vit bonde · g2 vit bonde · h2 vit bonde · a1 vit torn · c1 vit löpare · d1 vit drottning · e1 vit kung · f1 vit löpare · g1 vit springare · h1 vit torn | a8 svart torn · b8 svart springare · d8 svart drottning · e8 svart kung · f8 svart löpare · h8 svart torn · d7 svart bonde · e7 svart bonde · f7 svart bonde · h7 svart bonde · a6 svart löpare · f6 svart springare · g6 svart bonde · c5 svart bonde · d5 vit bonde · c3 vit springare · a2 vit bonde · b2 vit bonde · e2 vit bonde · f2 vit bonde · g2 vit bonde · h2 vit bonde · a1 vit torn · c1 vit löpare · d1 vit drottning · e1 vit kung · f1 vit löpare · g1 vit springare · h1 vit torn | a8 svart torn · b8 svart springare · d8 svart drottning · e8 svart kung · f8 svart löpare · h8 svart torn · d7 svart bonde · e7 svart bonde · f7 svart bonde · h7 svart bonde · a6 svart löpare · f6 svart springare · g6 svart bonde · c5 svart bonde · d5 vit bonde · c3 vit springare · a2 vit bonde · b2 vit bonde · e2 vit bonde · f2 vit bonde · g2 vit bonde · h2 vit bonde · a1 vit torn · c1 vit löpare · d1 vit drottning · e1 vit kung · f1 vit löpare · g1 vit springare · h1 vit torn | a8 svart torn · b8 svart springare · d8 svart drottning · e8 svart kung · f8 svart löpare · h8 svart torn · d7 svart bonde · e7 svart bonde · f7 svart bonde · h7 svart bonde · a6 svart löpare · f6 svart springare · g6 svart bonde · c5 svart bonde · d5 vit bonde · c3 vit springare · a2 vit bonde · b2 vit bonde · e2 vit bonde · f2 vit bonde · g2 vit bonde · h2 vit bonde · a1 vit torn · c1 vit löpare · d1 vit drottning · e1 vit kung · f1 vit löpare · g1 vit springare · h1 vit torn | 3 |
| 2 | a8 svart torn · b8 svart springare · d8 svart drottning · e8 svart kung · f8 svart löpare · h8 svart torn · d7 svart bonde · e7 svart bonde · f7 svart bonde · h7 svart bonde · a6 svart löpare · f6 svart springare · g6 svart bonde · c5 svart bonde · d5 vit bonde · c3 vit springare · a2 vit bonde · b2 vit bonde · e2 vit bonde · f2 vit bonde · g2 vit bonde · h2 vit bonde · a1 vit torn · c1 vit löpare · d1 vit drottning · e1 vit kung · f1 vit löpare · g1 vit springare · h1 vit torn | a8 svart torn · b8 svart springare · d8 svart drottning · e8 svart kung · f8 svart löpare · h8 svart torn · d7 svart bonde · e7 svart bonde · f7 svart bonde · h7 svart bonde · a6 svart löpare · f6 svart springare · g6 svart bonde · c5 svart bonde · d5 vit bonde · c3 vit springare · a2 vit bonde · b2 vit bonde · e2 vit bonde · f2 vit bonde · g2 vit bonde · h2 vit bonde · a1 vit torn · c1 vit löpare · d1 vit drottning · e1 vit kung · f1 vit löpare · g1 vit springare · h1 vit torn | a8 svart torn · b8 svart springare · d8 svart drottning · e8 svart kung · f8 svart löpare · h8 svart torn · d7 svart bonde · e7 svart bonde · f7 svart bonde · h7 svart bonde · a6 svart löpare · f6 svart springare · g6 svart bonde · c5 svart bonde · d5 vit bonde · c3 vit springare · a2 vit bonde · b2 vit bonde · e2 vit bonde · f2 vit bonde · g2 vit bonde · h2 vit bonde · a1 vit torn · c1 vit löpare · d1 vit drottning · e1 vit kung · f1 vit löpare · g1 vit springare · h1 vit torn | a8 svart torn · b8 svart springare · d8 svart drottning · e8 svart kung · f8 svart löpare · h8 svart torn · d7 svart bonde · e7 svart bonde · f7 svart bonde · h7 svart bonde · a6 svart löpare · f6 svart springare · g6 svart bonde · c5 svart bonde · d5 vit bonde · c3 vit springare · a2 vit bonde · b2 vit bonde · e2 vit bonde · f2 vit bonde · g2 vit bonde · h2 vit bonde · a1 vit torn · c1 vit löpare · d1 vit drottning · e1 vit kung · f1 vit löpare · g1 vit springare · h1 vit torn | a8 svart torn · b8 svart springare · d8 svart drottning · e8 svart kung · f8 svart löpare · h8 svart torn · d7 svart bonde · e7 svart bonde · f7 svart bonde · h7 svart bonde · a6 svart löpare · f6 svart springare · g6 svart bonde · c5 svart bonde · d5 vit bonde · c3 vit springare · a2 vit bonde · b2 vit bonde · e2 vit bonde · f2 vit bonde · g2 vit bonde · h2 vit bonde · a1 vit torn · c1 vit löpare · d1 vit drottning · e1 vit kung · f1 vit löpare · g1 vit springare · h1 vit torn | a8 svart torn · b8 svart springare · d8 svart drottning · e8 svart kung · f8 svart löpare · h8 svart torn · d7 svart bonde · e7 svart bonde · f7 svart bonde · h7 svart bonde · a6 svart löpare · f6 svart springare · g6 svart bonde · c5 svart bonde · d5 vit bonde · c3 vit springare · a2 vit bonde · b2 vit bonde · e2 vit bonde · f2 vit bonde · g2 vit bonde · h2 vit bonde · a1 vit torn · c1 vit löpare · d1 vit drottning · e1 vit kung · f1 vit löpare · g1 vit springare · h1 vit torn | a8 svart torn · b8 svart springare · d8 svart drottning · e8 svart kung · f8 svart löpare · h8 svart torn · d7 svart bonde · e7 svart bonde · f7 svart bonde · h7 svart bonde · a6 svart löpare · f6 svart springare · g6 svart bonde · c5 svart bonde · d5 vit bonde · c3 vit springare · a2 vit bonde · b2 vit bonde · e2 vit bonde · f2 vit bonde · g2 vit bonde · h2 vit bonde · a1 vit torn · c1 vit löpare · d1 vit drottning · e1 vit kung · f1 vit löpare · g1 vit springare · h1 vit torn | a8 svart torn · b8 svart springare · d8 svart drottning · e8 svart kung · f8 svart löpare · h8 svart torn · d7 svart bonde · e7 svart bonde · f7 svart bonde · h7 svart bonde · a6 svart löpare · f6 svart springare · g6 svart bonde · c5 svart bonde · d5 vit bonde · c3 vit springare · a2 vit bonde · b2 vit bonde · e2 vit bonde · f2 vit bonde · g2 vit bonde · h2 vit bonde · a1 vit torn · c1 vit löpare · d1 vit drottning · e1 vit kung · f1 vit löpare · g1 vit springare · h1 vit torn | 2 |
| 1 | a8 svart torn · b8 svart springare · d8 svart drottning · e8 svart kung · f8 svart löpare · h8 svart torn · d7 svart bonde · e7 svart bonde · f7 svart bonde · h7 svart bonde · a6 svart löpare · f6 svart springare · g6 svart bonde · c5 svart bonde · d5 vit bonde · c3 vit springare · a2 vit bonde · b2 vit bonde · e2 vit bonde · f2 vit bonde · g2 vit bonde · h2 vit bonde · a1 vit torn · c1 vit löpare · d1 vit drottning · e1 vit kung · f1 vit löpare · g1 vit springare · h1 vit torn | a8 svart torn · b8 svart springare · d8 svart drottning · e8 svart kung · f8 svart löpare · h8 svart torn · d7 svart bonde · e7 svart bonde · f7 svart bonde · h7 svart bonde · a6 svart löpare · f6 svart springare · g6 svart bonde · c5 svart bonde · d5 vit bonde · c3 vit springare · a2 vit bonde · b2 vit bonde · e2 vit bonde · f2 vit bonde · g2 vit bonde · h2 vit bonde · a1 vit torn · c1 vit löpare · d1 vit drottning · e1 vit kung · f1 vit löpare · g1 vit springare · h1 vit torn | a8 svart torn · b8 svart springare · d8 svart drottning · e8 svart kung · f8 svart löpare · h8 svart torn · d7 svart bonde · e7 svart bonde · f7 svart bonde · h7 svart bonde · a6 svart löpare · f6 svart springare · g6 svart bonde · c5 svart bonde · d5 vit bonde · c3 vit springare · a2 vit bonde · b2 vit bonde · e2 vit bonde · f2 vit bonde · g2 vit bonde · h2 vit bonde · a1 vit torn · c1 vit löpare · d1 vit drottning · e1 vit kung · f1 vit löpare · g1 vit springare · h1 vit torn | a8 svart torn · b8 svart springare · d8 svart drottning · e8 svart kung · f8 svart löpare · h8 svart torn · d7 svart bonde · e7 svart bonde · f7 svart bonde · h7 svart bonde · a6 svart löpare · f6 svart springare · g6 svart bonde · c5 svart bonde · d5 vit bonde · c3 vit springare · a2 vit bonde · b2 vit bonde · e2 vit bonde · f2 vit bonde · g2 vit bonde · h2 vit bonde · a1 vit torn · c1 vit löpare · d1 vit drottning · e1 vit kung · f1 vit löpare · g1 vit springare · h1 vit torn | a8 svart torn · b8 svart springare · d8 svart drottning · e8 svart kung · f8 svart löpare · h8 svart torn · d7 svart bonde · e7 svart bonde · f7 svart bonde · h7 svart bonde · a6 svart löpare · f6 svart springare · g6 svart bonde · c5 svart bonde · d5 vit bonde · c3 vit springare · a2 vit bonde · b2 vit bonde · e2 vit bonde · f2 vit bonde · g2 vit bonde · h2 vit bonde · a1 vit torn · c1 vit löpare · d1 vit drottning · e1 vit kung · f1 vit löpare · g1 vit springare · h1 vit torn | a8 svart torn · b8 svart springare · d8 svart drottning · e8 svart kung · f8 svart löpare · h8 svart torn · d7 svart bonde · e7 svart bonde · f7 svart bonde · h7 svart bonde · a6 svart löpare · f6 svart springare · g6 svart bonde · c5 svart bonde · d5 vit bonde · c3 vit springare · a2 vit bonde · b2 vit bonde · e2 vit bonde · f2 vit bonde · g2 vit bonde · h2 vit bonde · a1 vit torn · c1 vit löpare · d1 vit drottning · e1 vit kung · f1 vit löpare · g1 vit springare · h1 vit torn | a8 svart torn · b8 svart springare · d8 svart drottning · e8 svart kung · f8 svart löpare · h8 svart torn · d7 svart bonde · e7 svart bonde · f7 svart bonde · h7 svart bonde · a6 svart löpare · f6 svart springare · g6 svart bonde · c5 svart bonde · d5 vit bonde · c3 vit springare · a2 vit bonde · b2 vit bonde · e2 vit bonde · f2 vit bonde · g2 vit bonde · h2 vit bonde · a1 vit torn · c1 vit löpare · d1 vit drottning · e1 vit kung · f1 vit löpare · g1 vit springare · h1 vit torn | a8 svart torn · b8 svart springare · d8 svart drottning · e8 svart kung · f8 svart löpare · h8 svart torn · d7 svart bonde · e7 svart bonde · f7 svart bonde · h7 svart bonde · a6 svart löpare · f6 svart springare · g6 svart bonde · c5 svart bonde · d5 vit bonde · c3 vit springare · a2 vit bonde · b2 vit bonde · e2 vit bonde · f2 vit bonde · g2 vit bonde · h2 vit bonde · a1 vit torn · c1 vit löpare · d1 vit drottning · e1 vit kung · f1 vit löpare · g1 vit springare · h1 vit torn | 1 |
|   | a | b | c | d | e | f | g | h |   |

Den populäraste formen av Benoni är Benkögambit som inleds med 3...b5. 
Den är uppkallad efter Pal Benkö och är också känd som Volgagambit. 
Svarts idé är att besvara 4.cxb5 med 4...a6. 
Vit kan välja att avböja gambiten genom t ex 4.Sf3 eller 4.cxb5 a6 5.b6 (eller 5.e3) men huvudvarianten är denna:
4.cxb5 a6 5.bxa6 g6 6.Sc3 Lxa6 (se diagram).
Svart har kompensation för den offrade bonden genom snabb utveckling och genom att vit har svårigheter att utveckla löparen på f1 (om vit spelar e4 så slår svart på f1 och vit tappar möjligheten att rockera, och på g2 är löparen blockerad av bonden på d5). Svart har också bra kontroll på diagonalen a1-h8 och öppna linjer på damflygeln. 
Vits vanligaste fortsättningar är:
- 7.Sf3 d6 följt av fianchettering av löparen på f1.
- 7.e4 Lxf1 8.Kxf1 d6 9.Sf3

### Modern Benoni (3...e6)
Modern Benoni inleds oftast med 3...e6 men även 3...d6 och 3...g6 kan spelas vilket normalt bara är en dragomkastning.
Det här är en riskabel öppning med ömsesidiga chanser som passar den som vill spela på angrepp. Svart får ett fritt pjässpel med en aktiv löpare på g7 som inte är blockerad av några centrumbönder. Svart spelar oftast på damflygeln och försöker genomföra ...b5.
Vit å sin sida får en rörlig bondemajoritet i centrum och kan spela på att genomföra e5.
Spelet fortsätter vanligen 3...e6 4.Sc3 exd5 5.cxd5 d6. Här kan vit välja mellan 6.e4, som leder till de mest kritiska varianterna, och 6.Sf3, som är vanligare.
Dragomkastningar är vanliga och vit börjar ofta 4.Sf3 i stället för 4.Sc3. Det ger svart möjligheten att spela Blumenfeldgambit med 4...b5.

#### 6.e4
|   | a | b | c | d | e | f | g | h |   |
| 8 | a8 svart torn · b8 svart springare · c8 svart löpare · d8 svart drottning · e8 svart kung · f8 svart löpare · h8 svart torn · a7 svart bonde · b7 svart bonde · f7 svart bonde · h7 svart bonde · d6 svart bonde · f6 svart springare · g6 svart bonde · c5 svart bonde · d5 vit bonde · e4 vit bonde · c3 vit springare · a2 vit bonde · b2 vit bonde · f2 vit bonde · g2 vit bonde · h2 vit bonde · a1 vit torn · c1 vit löpare · d1 vit drottning · e1 vit kung · f1 vit löpare · g1 vit springare · h1 vit torn | a8 svart torn · b8 svart springare · c8 svart löpare · d8 svart drottning · e8 svart kung · f8 svart löpare · h8 svart torn · a7 svart bonde · b7 svart bonde · f7 svart bonde · h7 svart bonde · d6 svart bonde · f6 svart springare · g6 svart bonde · c5 svart bonde · d5 vit bonde · e4 vit bonde · c3 vit springare · a2 vit bonde · b2 vit bonde · f2 vit bonde · g2 vit bonde · h2 vit bonde · a1 vit torn · c1 vit löpare · d1 vit drottning · e1 vit kung · f1 vit löpare · g1 vit springare · h1 vit torn | a8 svart torn · b8 svart springare · c8 svart löpare · d8 svart drottning · e8 svart kung · f8 svart löpare · h8 svart torn · a7 svart bonde · b7 svart bonde · f7 svart bonde · h7 svart bonde · d6 svart bonde · f6 svart springare · g6 svart bonde · c5 svart bonde · d5 vit bonde · e4 vit bonde · c3 vit springare · a2 vit bonde · b2 vit bonde · f2 vit bonde · g2 vit bonde · h2 vit bonde · a1 vit torn · c1 vit löpare · d1 vit drottning · e1 vit kung · f1 vit löpare · g1 vit springare · h1 vit torn | a8 svart torn · b8 svart springare · c8 svart löpare · d8 svart drottning · e8 svart kung · f8 svart löpare · h8 svart torn · a7 svart bonde · b7 svart bonde · f7 svart bonde · h7 svart bonde · d6 svart bonde · f6 svart springare · g6 svart bonde · c5 svart bonde · d5 vit bonde · e4 vit bonde · c3 vit springare · a2 vit bonde · b2 vit bonde · f2 vit bonde · g2 vit bonde · h2 vit bonde · a1 vit torn · c1 vit löpare · d1 vit drottning · e1 vit kung · f1 vit löpare · g1 vit springare · h1 vit torn | a8 svart torn · b8 svart springare · c8 svart löpare · d8 svart drottning · e8 svart kung · f8 svart löpare · h8 svart torn · a7 svart bonde · b7 svart bonde · f7 svart bonde · h7 svart bonde · d6 svart bonde · f6 svart springare · g6 svart bonde · c5 svart bonde · d5 vit bonde · e4 vit bonde · c3 vit springare · a2 vit bonde · b2 vit bonde · f2 vit bonde · g2 vit bonde · h2 vit bonde · a1 vit torn · c1 vit löpare · d1 vit drottning · e1 vit kung · f1 vit löpare · g1 vit springare · h1 vit torn | a8 svart torn · b8 svart springare · c8 svart löpare · d8 svart drottning · e8 svart kung · f8 svart löpare · h8 svart torn · a7 svart bonde · b7 svart bonde · f7 svart bonde · h7 svart bonde · d6 svart bonde · f6 svart springare · g6 svart bonde · c5 svart bonde · d5 vit bonde · e4 vit bonde · c3 vit springare · a2 vit bonde · b2 vit bonde · f2 vit bonde · g2 vit bonde · h2 vit bonde · a1 vit torn · c1 vit löpare · d1 vit drottning · e1 vit kung · f1 vit löpare · g1 vit springare · h1 vit torn | a8 svart torn · b8 svart springare · c8 svart löpare · d8 svart drottning · e8 svart kung · f8 svart löpare · h8 svart torn · a7 svart bonde · b7 svart bonde · f7 svart bonde · h7 svart bonde · d6 svart bonde · f6 svart springare · g6 svart bonde · c5 svart bonde · d5 vit bonde · e4 vit bonde · c3 vit springare · a2 vit bonde · b2 vit bonde · f2 vit bonde · g2 vit bonde · h2 vit bonde · a1 vit torn · c1 vit löpare · d1 vit drottning · e1 vit kung · f1 vit löpare · g1 vit springare · h1 vit torn | a8 svart torn · b8 svart springare · c8 svart löpare · d8 svart drottning · e8 svart kung · f8 svart löpare · h8 svart torn · a7 svart bonde · b7 svart bonde · f7 svart bonde · h7 svart bonde · d6 svart bonde · f6 svart springare · g6 svart bonde · c5 svart bonde · d5 vit bonde · e4 vit bonde · c3 vit springare · a2 vit bonde · b2 vit bonde · f2 vit bonde · g2 vit bonde · h2 vit bonde · a1 vit torn · c1 vit löpare · d1 vit drottning · e1 vit kung · f1 vit löpare · g1 vit springare · h1 vit torn | 8 |
| 7 | a8 svart torn · b8 svart springare · c8 svart löpare · d8 svart drottning · e8 svart kung · f8 svart löpare · h8 svart torn · a7 svart bonde · b7 svart bonde · f7 svart bonde · h7 svart bonde · d6 svart bonde · f6 svart springare · g6 svart bonde · c5 svart bonde · d5 vit bonde · e4 vit bonde · c3 vit springare · a2 vit bonde · b2 vit bonde · f2 vit bonde · g2 vit bonde · h2 vit bonde · a1 vit torn · c1 vit löpare · d1 vit drottning · e1 vit kung · f1 vit löpare · g1 vit springare · h1 vit torn | a8 svart torn · b8 svart springare · c8 svart löpare · d8 svart drottning · e8 svart kung · f8 svart löpare · h8 svart torn · a7 svart bonde · b7 svart bonde · f7 svart bonde · h7 svart bonde · d6 svart bonde · f6 svart springare · g6 svart bonde · c5 svart bonde · d5 vit bonde · e4 vit bonde · c3 vit springare · a2 vit bonde · b2 vit bonde · f2 vit bonde · g2 vit bonde · h2 vit bonde · a1 vit torn · c1 vit löpare · d1 vit drottning · e1 vit kung · f1 vit löpare · g1 vit springare · h1 vit torn | a8 svart torn · b8 svart springare · c8 svart löpare · d8 svart drottning · e8 svart kung · f8 svart löpare · h8 svart torn · a7 svart bonde · b7 svart bonde · f7 svart bonde · h7 svart bonde · d6 svart bonde · f6 svart springare · g6 svart bonde · c5 svart bonde · d5 vit bonde · e4 vit bonde · c3 vit springare · a2 vit bonde · b2 vit bonde · f2 vit bonde · g2 vit bonde · h2 vit bonde · a1 vit torn · c1 vit löpare · d1 vit drottning · e1 vit kung · f1 vit löpare · g1 vit springare · h1 vit torn | a8 svart torn · b8 svart springare · c8 svart löpare · d8 svart drottning · e8 svart kung · f8 svart löpare · h8 svart torn · a7 svart bonde · b7 svart bonde · f7 svart bonde · h7 svart bonde · d6 svart bonde · f6 svart springare · g6 svart bonde · c5 svart bonde · d5 vit bonde · e4 vit bonde · c3 vit springare · a2 vit bonde · b2 vit bonde · f2 vit bonde · g2 vit bonde · h2 vit bonde · a1 vit torn · c1 vit löpare · d1 vit drottning · e1 vit kung · f1 vit löpare · g1 vit springare · h1 vit torn | a8 svart torn · b8 svart springare · c8 svart löpare · d8 svart drottning · e8 svart kung · f8 svart löpare · h8 svart torn · a7 svart bonde · b7 svart bonde · f7 svart bonde · h7 svart bonde · d6 svart bonde · f6 svart springare · g6 svart bonde · c5 svart bonde · d5 vit bonde · e4 vit bonde · c3 vit springare · a2 vit bonde · b2 vit bonde · f2 vit bonde · g2 vit bonde · h2 vit bonde · a1 vit torn · c1 vit löpare · d1 vit drottning · e1 vit kung · f1 vit löpare · g1 vit springare · h1 vit torn | a8 svart torn · b8 svart springare · c8 svart löpare · d8 svart drottning · e8 svart kung · f8 svart löpare · h8 svart torn · a7 svart bonde · b7 svart bonde · f7 svart bonde · h7 svart bonde · d6 svart bonde · f6 svart springare · g6 svart bonde · c5 svart bonde · d5 vit bonde · e4 vit bonde · c3 vit springare · a2 vit bonde · b2 vit bonde · f2 vit bonde · g2 vit bonde · h2 vit bonde · a1 vit torn · c1 vit löpare · d1 vit drottning · e1 vit kung · f1 vit löpare · g1 vit springare · h1 vit torn | a8 svart torn · b8 svart springare · c8 svart löpare · d8 svart drottning · e8 svart kung · f8 svart löpare · h8 svart torn · a7 svart bonde · b7 svart bonde · f7 svart bonde · h7 svart bonde · d6 svart bonde · f6 svart springare · g6 svart bonde · c5 svart bonde · d5 vit bonde · e4 vit bonde · c3 vit springare · a2 vit bonde · b2 vit bonde · f2 vit bonde · g2 vit bonde · h2 vit bonde · a1 vit torn · c1 vit löpare · d1 vit drottning · e1 vit kung · f1 vit löpare · g1 vit springare · h1 vit torn | a8 svart torn · b8 svart springare · c8 svart löpare · d8 svart drottning · e8 svart kung · f8 svart löpare · h8 svart torn · a7 svart bonde · b7 svart bonde · f7 svart bonde · h7 svart bonde · d6 svart bonde · f6 svart springare · g6 svart bonde · c5 svart bonde · d5 vit bonde · e4 vit bonde · c3 vit springare · a2 vit bonde · b2 vit bonde · f2 vit bonde · g2 vit bonde · h2 vit bonde · a1 vit torn · c1 vit löpare · d1 vit drottning · e1 vit kung · f1 vit löpare · g1 vit springare · h1 vit torn | 7 |
| 6 | a8 svart torn · b8 svart springare · c8 svart löpare · d8 svart drottning · e8 svart kung · f8 svart löpare · h8 svart torn · a7 svart bonde · b7 svart bonde · f7 svart bonde · h7 svart bonde · d6 svart bonde · f6 svart springare · g6 svart bonde · c5 svart bonde · d5 vit bonde · e4 vit bonde · c3 vit springare · a2 vit bonde · b2 vit bonde · f2 vit bonde · g2 vit bonde · h2 vit bonde · a1 vit torn · c1 vit löpare · d1 vit drottning · e1 vit kung · f1 vit löpare · g1 vit springare · h1 vit torn | a8 svart torn · b8 svart springare · c8 svart löpare · d8 svart drottning · e8 svart kung · f8 svart löpare · h8 svart torn · a7 svart bonde · b7 svart bonde · f7 svart bonde · h7 svart bonde · d6 svart bonde · f6 svart springare · g6 svart bonde · c5 svart bonde · d5 vit bonde · e4 vit bonde · c3 vit springare · a2 vit bonde · b2 vit bonde · f2 vit bonde · g2 vit bonde · h2 vit bonde · a1 vit torn · c1 vit löpare · d1 vit drottning · e1 vit kung · f1 vit löpare · g1 vit springare · h1 vit torn | a8 svart torn · b8 svart springare · c8 svart löpare · d8 svart drottning · e8 svart kung · f8 svart löpare · h8 svart torn · a7 svart bonde · b7 svart bonde · f7 svart bonde · h7 svart bonde · d6 svart bonde · f6 svart springare · g6 svart bonde · c5 svart bonde · d5 vit bonde · e4 vit bonde · c3 vit springare · a2 vit bonde · b2 vit bonde · f2 vit bonde · g2 vit bonde · h2 vit bonde · a1 vit torn · c1 vit löpare · d1 vit drottning · e1 vit kung · f1 vit löpare · g1 vit springare · h1 vit torn | a8 svart torn · b8 svart springare · c8 svart löpare · d8 svart drottning · e8 svart kung · f8 svart löpare · h8 svart torn · a7 svart bonde · b7 svart bonde · f7 svart bonde · h7 svart bonde · d6 svart bonde · f6 svart springare · g6 svart bonde · c5 svart bonde · d5 vit bonde · e4 vit bonde · c3 vit springare · a2 vit bonde · b2 vit bonde · f2 vit bonde · g2 vit bonde · h2 vit bonde · a1 vit torn · c1 vit löpare · d1 vit drottning · e1 vit kung · f1 vit löpare · g1 vit springare · h1 vit torn | a8 svart torn · b8 svart springare · c8 svart löpare · d8 svart drottning · e8 svart kung · f8 svart löpare · h8 svart torn · a7 svart bonde · b7 svart bonde · f7 svart bonde · h7 svart bonde · d6 svart bonde · f6 svart springare · g6 svart bonde · c5 svart bonde · d5 vit bonde · e4 vit bonde · c3 vit springare · a2 vit bonde · b2 vit bonde · f2 vit bonde · g2 vit bonde · h2 vit bonde · a1 vit torn · c1 vit löpare · d1 vit drottning · e1 vit kung · f1 vit löpare · g1 vit springare · h1 vit torn | a8 svart torn · b8 svart springare · c8 svart löpare · d8 svart drottning · e8 svart kung · f8 svart löpare · h8 svart torn · a7 svart bonde · b7 svart bonde · f7 svart bonde · h7 svart bonde · d6 svart bonde · f6 svart springare · g6 svart bonde · c5 svart bonde · d5 vit bonde · e4 vit bonde · c3 vit springare · a2 vit bonde · b2 vit bonde · f2 vit bonde · g2 vit bonde · h2 vit bonde · a1 vit torn · c1 vit löpare · d1 vit drottning · e1 vit kung · f1 vit löpare · g1 vit springare · h1 vit torn | a8 svart torn · b8 svart springare · c8 svart löpare · d8 svart drottning · e8 svart kung · f8 svart löpare · h8 svart torn · a7 svart bonde · b7 svart bonde · f7 svart bonde · h7 svart bonde · d6 svart bonde · f6 svart springare · g6 svart bonde · c5 svart bonde · d5 vit bonde · e4 vit bonde · c3 vit springare · a2 vit bonde · b2 vit bonde · f2 vit bonde · g2 vit bonde · h2 vit bonde · a1 vit torn · c1 vit löpare · d1 vit drottning · e1 vit kung · f1 vit löpare · g1 vit springare · h1 vit torn | a8 svart torn · b8 svart springare · c8 svart löpare · d8 svart drottning · e8 svart kung · f8 svart löpare · h8 svart torn · a7 svart bonde · b7 svart bonde · f7 svart bonde · h7 svart bonde · d6 svart bonde · f6 svart springare · g6 svart bonde · c5 svart bonde · d5 vit bonde · e4 vit bonde · c3 vit springare · a2 vit bonde · b2 vit bonde · f2 vit bonde · g2 vit bonde · h2 vit bonde · a1 vit torn · c1 vit löpare · d1 vit drottning · e1 vit kung · f1 vit löpare · g1 vit springare · h1 vit torn | 6 |
| 5 | a8 svart torn · b8 svart springare · c8 svart löpare · d8 svart drottning · e8 svart kung · f8 svart löpare · h8 svart torn · a7 svart bonde · b7 svart bonde · f7 svart bonde · h7 svart bonde · d6 svart bonde · f6 svart springare · g6 svart bonde · c5 svart bonde · d5 vit bonde · e4 vit bonde · c3 vit springare · a2 vit bonde · b2 vit bonde · f2 vit bonde · g2 vit bonde · h2 vit bonde · a1 vit torn · c1 vit löpare · d1 vit drottning · e1 vit kung · f1 vit löpare · g1 vit springare · h1 vit torn | a8 svart torn · b8 svart springare · c8 svart löpare · d8 svart drottning · e8 svart kung · f8 svart löpare · h8 svart torn · a7 svart bonde · b7 svart bonde · f7 svart bonde · h7 svart bonde · d6 svart bonde · f6 svart springare · g6 svart bonde · c5 svart bonde · d5 vit bonde · e4 vit bonde · c3 vit springare · a2 vit bonde · b2 vit bonde · f2 vit bonde · g2 vit bonde · h2 vit bonde · a1 vit torn · c1 vit löpare · d1 vit drottning · e1 vit kung · f1 vit löpare · g1 vit springare · h1 vit torn | a8 svart torn · b8 svart springare · c8 svart löpare · d8 svart drottning · e8 svart kung · f8 svart löpare · h8 svart torn · a7 svart bonde · b7 svart bonde · f7 svart bonde · h7 svart bonde · d6 svart bonde · f6 svart springare · g6 svart bonde · c5 svart bonde · d5 vit bonde · e4 vit bonde · c3 vit springare · a2 vit bonde · b2 vit bonde · f2 vit bonde · g2 vit bonde · h2 vit bonde · a1 vit torn · c1 vit löpare · d1 vit drottning · e1 vit kung · f1 vit löpare · g1 vit springare · h1 vit torn | a8 svart torn · b8 svart springare · c8 svart löpare · d8 svart drottning · e8 svart kung · f8 svart löpare · h8 svart torn · a7 svart bonde · b7 svart bonde · f7 svart bonde · h7 svart bonde · d6 svart bonde · f6 svart springare · g6 svart bonde · c5 svart bonde · d5 vit bonde · e4 vit bonde · c3 vit springare · a2 vit bonde · b2 vit bonde · f2 vit bonde · g2 vit bonde · h2 vit bonde · a1 vit torn · c1 vit löpare · d1 vit drottning · e1 vit kung · f1 vit löpare · g1 vit springare · h1 vit torn | a8 svart torn · b8 svart springare · c8 svart löpare · d8 svart drottning · e8 svart kung · f8 svart löpare · h8 svart torn · a7 svart bonde · b7 svart bonde · f7 svart bonde · h7 svart bonde · d6 svart bonde · f6 svart springare · g6 svart bonde · c5 svart bonde · d5 vit bonde · e4 vit bonde · c3 vit springare · a2 vit bonde · b2 vit bonde · f2 vit bonde · g2 vit bonde · h2 vit bonde · a1 vit torn · c1 vit löpare · d1 vit drottning · e1 vit kung · f1 vit löpare · g1 vit springare · h1 vit torn | a8 svart torn · b8 svart springare · c8 svart löpare · d8 svart drottning · e8 svart kung · f8 svart löpare · h8 svart torn · a7 svart bonde · b7 svart bonde · f7 svart bonde · h7 svart bonde · d6 svart bonde · f6 svart springare · g6 svart bonde · c5 svart bonde · d5 vit bonde · e4 vit bonde · c3 vit springare · a2 vit bonde · b2 vit bonde · f2 vit bonde · g2 vit bonde · h2 vit bonde · a1 vit torn · c1 vit löpare · d1 vit drottning · e1 vit kung · f1 vit löpare · g1 vit springare · h1 vit torn | a8 svart torn · b8 svart springare · c8 svart löpare · d8 svart drottning · e8 svart kung · f8 svart löpare · h8 svart torn · a7 svart bonde · b7 svart bonde · f7 svart bonde · h7 svart bonde · d6 svart bonde · f6 svart springare · g6 svart bonde · c5 svart bonde · d5 vit bonde · e4 vit bonde · c3 vit springare · a2 vit bonde · b2 vit bonde · f2 vit bonde · g2 vit bonde · h2 vit bonde · a1 vit torn · c1 vit löpare · d1 vit drottning · e1 vit kung · f1 vit löpare · g1 vit springare · h1 vit torn | a8 svart torn · b8 svart springare · c8 svart löpare · d8 svart drottning · e8 svart kung · f8 svart löpare · h8 svart torn · a7 svart bonde · b7 svart bonde · f7 svart bonde · h7 svart bonde · d6 svart bonde · f6 svart springare · g6 svart bonde · c5 svart bonde · d5 vit bonde · e4 vit bonde · c3 vit springare · a2 vit bonde · b2 vit bonde · f2 vit bonde · g2 vit bonde · h2 vit bonde · a1 vit torn · c1 vit löpare · d1 vit drottning · e1 vit kung · f1 vit löpare · g1 vit springare · h1 vit torn | 5 |
| 4 | a8 svart torn · b8 svart springare · c8 svart löpare · d8 svart drottning · e8 svart kung · f8 svart löpare · h8 svart torn · a7 svart bonde · b7 svart bonde · f7 svart bonde · h7 svart bonde · d6 svart bonde · f6 svart springare · g6 svart bonde · c5 svart bonde · d5 vit bonde · e4 vit bonde · c3 vit springare · a2 vit bonde · b2 vit bonde · f2 vit bonde · g2 vit bonde · h2 vit bonde · a1 vit torn · c1 vit löpare · d1 vit drottning · e1 vit kung · f1 vit löpare · g1 vit springare · h1 vit torn | a8 svart torn · b8 svart springare · c8 svart löpare · d8 svart drottning · e8 svart kung · f8 svart löpare · h8 svart torn · a7 svart bonde · b7 svart bonde · f7 svart bonde · h7 svart bonde · d6 svart bonde · f6 svart springare · g6 svart bonde · c5 svart bonde · d5 vit bonde · e4 vit bonde · c3 vit springare · a2 vit bonde · b2 vit bonde · f2 vit bonde · g2 vit bonde · h2 vit bonde · a1 vit torn · c1 vit löpare · d1 vit drottning · e1 vit kung · f1 vit löpare · g1 vit springare · h1 vit torn | a8 svart torn · b8 svart springare · c8 svart löpare · d8 svart drottning · e8 svart kung · f8 svart löpare · h8 svart torn · a7 svart bonde · b7 svart bonde · f7 svart bonde · h7 svart bonde · d6 svart bonde · f6 svart springare · g6 svart bonde · c5 svart bonde · d5 vit bonde · e4 vit bonde · c3 vit springare · a2 vit bonde · b2 vit bonde · f2 vit bonde · g2 vit bonde · h2 vit bonde · a1 vit torn · c1 vit löpare · d1 vit drottning · e1 vit kung · f1 vit löpare · g1 vit springare · h1 vit torn | a8 svart torn · b8 svart springare · c8 svart löpare · d8 svart drottning · e8 svart kung · f8 svart löpare · h8 svart torn · a7 svart bonde · b7 svart bonde · f7 svart bonde · h7 svart bonde · d6 svart bonde · f6 svart springare · g6 svart bonde · c5 svart bonde · d5 vit bonde · e4 vit bonde · c3 vit springare · a2 vit bonde · b2 vit bonde · f2 vit bonde · g2 vit bonde · h2 vit bonde · a1 vit torn · c1 vit löpare · d1 vit drottning · e1 vit kung · f1 vit löpare · g1 vit springare · h1 vit torn | a8 svart torn · b8 svart springare · c8 svart löpare · d8 svart drottning · e8 svart kung · f8 svart löpare · h8 svart torn · a7 svart bonde · b7 svart bonde · f7 svart bonde · h7 svart bonde · d6 svart bonde · f6 svart springare · g6 svart bonde · c5 svart bonde · d5 vit bonde · e4 vit bonde · c3 vit springare · a2 vit bonde · b2 vit bonde · f2 vit bonde · g2 vit bonde · h2 vit bonde · a1 vit torn · c1 vit löpare · d1 vit drottning · e1 vit kung · f1 vit löpare · g1 vit springare · h1 vit torn | a8 svart torn · b8 svart springare · c8 svart löpare · d8 svart drottning · e8 svart kung · f8 svart löpare · h8 svart torn · a7 svart bonde · b7 svart bonde · f7 svart bonde · h7 svart bonde · d6 svart bonde · f6 svart springare · g6 svart bonde · c5 svart bonde · d5 vit bonde · e4 vit bonde · c3 vit springare · a2 vit bonde · b2 vit bonde · f2 vit bonde · g2 vit bonde · h2 vit bonde · a1 vit torn · c1 vit löpare · d1 vit drottning · e1 vit kung · f1 vit löpare · g1 vit springare · h1 vit torn | a8 svart torn · b8 svart springare · c8 svart löpare · d8 svart drottning · e8 svart kung · f8 svart löpare · h8 svart torn · a7 svart bonde · b7 svart bonde · f7 svart bonde · h7 svart bonde · d6 svart bonde · f6 svart springare · g6 svart bonde · c5 svart bonde · d5 vit bonde · e4 vit bonde · c3 vit springare · a2 vit bonde · b2 vit bonde · f2 vit bonde · g2 vit bonde · h2 vit bonde · a1 vit torn · c1 vit löpare · d1 vit drottning · e1 vit kung · f1 vit löpare · g1 vit springare · h1 vit torn | a8 svart torn · b8 svart springare · c8 svart löpare · d8 svart drottning · e8 svart kung · f8 svart löpare · h8 svart torn · a7 svart bonde · b7 svart bonde · f7 svart bonde · h7 svart bonde · d6 svart bonde · f6 svart springare · g6 svart bonde · c5 svart bonde · d5 vit bonde · e4 vit bonde · c3 vit springare · a2 vit bonde · b2 vit bonde · f2 vit bonde · g2 vit bonde · h2 vit bonde · a1 vit torn · c1 vit löpare · d1 vit drottning · e1 vit kung · f1 vit löpare · g1 vit springare · h1 vit torn | 4 |
| 3 | a8 svart torn · b8 svart springare · c8 svart löpare · d8 svart drottning · e8 svart kung · f8 svart löpare · h8 svart torn · a7 svart bonde · b7 svart bonde · f7 svart bonde · h7 svart bonde · d6 svart bonde · f6 svart springare · g6 svart bonde · c5 svart bonde · d5 vit bonde · e4 vit bonde · c3 vit springare · a2 vit bonde · b2 vit bonde · f2 vit bonde · g2 vit bonde · h2 vit bonde · a1 vit torn · c1 vit löpare · d1 vit drottning · e1 vit kung · f1 vit löpare · g1 vit springare · h1 vit torn | a8 svart torn · b8 svart springare · c8 svart löpare · d8 svart drottning · e8 svart kung · f8 svart löpare · h8 svart torn · a7 svart bonde · b7 svart bonde · f7 svart bonde · h7 svart bonde · d6 svart bonde · f6 svart springare · g6 svart bonde · c5 svart bonde · d5 vit bonde · e4 vit bonde · c3 vit springare · a2 vit bonde · b2 vit bonde · f2 vit bonde · g2 vit bonde · h2 vit bonde · a1 vit torn · c1 vit löpare · d1 vit drottning · e1 vit kung · f1 vit löpare · g1 vit springare · h1 vit torn | a8 svart torn · b8 svart springare · c8 svart löpare · d8 svart drottning · e8 svart kung · f8 svart löpare · h8 svart torn · a7 svart bonde · b7 svart bonde · f7 svart bonde · h7 svart bonde · d6 svart bonde · f6 svart springare · g6 svart bonde · c5 svart bonde · d5 vit bonde · e4 vit bonde · c3 vit springare · a2 vit bonde · b2 vit bonde · f2 vit bonde · g2 vit bonde · h2 vit bonde · a1 vit torn · c1 vit löpare · d1 vit drottning · e1 vit kung · f1 vit löpare · g1 vit springare · h1 vit torn | a8 svart torn · b8 svart springare · c8 svart löpare · d8 svart drottning · e8 svart kung · f8 svart löpare · h8 svart torn · a7 svart bonde · b7 svart bonde · f7 svart bonde · h7 svart bonde · d6 svart bonde · f6 svart springare · g6 svart bonde · c5 svart bonde · d5 vit bonde · e4 vit bonde · c3 vit springare · a2 vit bonde · b2 vit bonde · f2 vit bonde · g2 vit bonde · h2 vit bonde · a1 vit torn · c1 vit löpare · d1 vit drottning · e1 vit kung · f1 vit löpare · g1 vit springare · h1 vit torn | a8 svart torn · b8 svart springare · c8 svart löpare · d8 svart drottning · e8 svart kung · f8 svart löpare · h8 svart torn · a7 svart bonde · b7 svart bonde · f7 svart bonde · h7 svart bonde · d6 svart bonde · f6 svart springare · g6 svart bonde · c5 svart bonde · d5 vit bonde · e4 vit bonde · c3 vit springare · a2 vit bonde · b2 vit bonde · f2 vit bonde · g2 vit bonde · h2 vit bonde · a1 vit torn · c1 vit löpare · d1 vit drottning · e1 vit kung · f1 vit löpare · g1 vit springare · h1 vit torn | a8 svart torn · b8 svart springare · c8 svart löpare · d8 svart drottning · e8 svart kung · f8 svart löpare · h8 svart torn · a7 svart bonde · b7 svart bonde · f7 svart bonde · h7 svart bonde · d6 svart bonde · f6 svart springare · g6 svart bonde · c5 svart bonde · d5 vit bonde · e4 vit bonde · c3 vit springare · a2 vit bonde · b2 vit bonde · f2 vit bonde · g2 vit bonde · h2 vit bonde · a1 vit torn · c1 vit löpare · d1 vit drottning · e1 vit kung · f1 vit löpare · g1 vit springare · h1 vit torn | a8 svart torn · b8 svart springare · c8 svart löpare · d8 svart drottning · e8 svart kung · f8 svart löpare · h8 svart torn · a7 svart bonde · b7 svart bonde · f7 svart bonde · h7 svart bonde · d6 svart bonde · f6 svart springare · g6 svart bonde · c5 svart bonde · d5 vit bonde · e4 vit bonde · c3 vit springare · a2 vit bonde · b2 vit bonde · f2 vit bonde · g2 vit bonde · h2 vit bonde · a1 vit torn · c1 vit löpare · d1 vit drottning · e1 vit kung · f1 vit löpare · g1 vit springare · h1 vit torn | a8 svart torn · b8 svart springare · c8 svart löpare · d8 svart drottning · e8 svart kung · f8 svart löpare · h8 svart torn · a7 svart bonde · b7 svart bonde · f7 svart bonde · h7 svart bonde · d6 svart bonde · f6 svart springare · g6 svart bonde · c5 svart bonde · d5 vit bonde · e4 vit bonde · c3 vit springare · a2 vit bonde · b2 vit bonde · f2 vit bonde · g2 vit bonde · h2 vit bonde · a1 vit torn · c1 vit löpare · d1 vit drottning · e1 vit kung · f1 vit löpare · g1 vit springare · h1 vit torn | 3 |
| 2 | a8 svart torn · b8 svart springare · c8 svart löpare · d8 svart drottning · e8 svart kung · f8 svart löpare · h8 svart torn · a7 svart bonde · b7 svart bonde · f7 svart bonde · h7 svart bonde · d6 svart bonde · f6 svart springare · g6 svart bonde · c5 svart bonde · d5 vit bonde · e4 vit bonde · c3 vit springare · a2 vit bonde · b2 vit bonde · f2 vit bonde · g2 vit bonde · h2 vit bonde · a1 vit torn · c1 vit löpare · d1 vit drottning · e1 vit kung · f1 vit löpare · g1 vit springare · h1 vit torn | a8 svart torn · b8 svart springare · c8 svart löpare · d8 svart drottning · e8 svart kung · f8 svart löpare · h8 svart torn · a7 svart bonde · b7 svart bonde · f7 svart bonde · h7 svart bonde · d6 svart bonde · f6 svart springare · g6 svart bonde · c5 svart bonde · d5 vit bonde · e4 vit bonde · c3 vit springare · a2 vit bonde · b2 vit bonde · f2 vit bonde · g2 vit bonde · h2 vit bonde · a1 vit torn · c1 vit löpare · d1 vit drottning · e1 vit kung · f1 vit löpare · g1 vit springare · h1 vit torn | a8 svart torn · b8 svart springare · c8 svart löpare · d8 svart drottning · e8 svart kung · f8 svart löpare · h8 svart torn · a7 svart bonde · b7 svart bonde · f7 svart bonde · h7 svart bonde · d6 svart bonde · f6 svart springare · g6 svart bonde · c5 svart bonde · d5 vit bonde · e4 vit bonde · c3 vit springare · a2 vit bonde · b2 vit bonde · f2 vit bonde · g2 vit bonde · h2 vit bonde · a1 vit torn · c1 vit löpare · d1 vit drottning · e1 vit kung · f1 vit löpare · g1 vit springare · h1 vit torn | a8 svart torn · b8 svart springare · c8 svart löpare · d8 svart drottning · e8 svart kung · f8 svart löpare · h8 svart torn · a7 svart bonde · b7 svart bonde · f7 svart bonde · h7 svart bonde · d6 svart bonde · f6 svart springare · g6 svart bonde · c5 svart bonde · d5 vit bonde · e4 vit bonde · c3 vit springare · a2 vit bonde · b2 vit bonde · f2 vit bonde · g2 vit bonde · h2 vit bonde · a1 vit torn · c1 vit löpare · d1 vit drottning · e1 vit kung · f1 vit löpare · g1 vit springare · h1 vit torn | a8 svart torn · b8 svart springare · c8 svart löpare · d8 svart drottning · e8 svart kung · f8 svart löpare · h8 svart torn · a7 svart bonde · b7 svart bonde · f7 svart bonde · h7 svart bonde · d6 svart bonde · f6 svart springare · g6 svart bonde · c5 svart bonde · d5 vit bonde · e4 vit bonde · c3 vit springare · a2 vit bonde · b2 vit bonde · f2 vit bonde · g2 vit bonde · h2 vit bonde · a1 vit torn · c1 vit löpare · d1 vit drottning · e1 vit kung · f1 vit löpare · g1 vit springare · h1 vit torn | a8 svart torn · b8 svart springare · c8 svart löpare · d8 svart drottning · e8 svart kung · f8 svart löpare · h8 svart torn · a7 svart bonde · b7 svart bonde · f7 svart bonde · h7 svart bonde · d6 svart bonde · f6 svart springare · g6 svart bonde · c5 svart bonde · d5 vit bonde · e4 vit bonde · c3 vit springare · a2 vit bonde · b2 vit bonde · f2 vit bonde · g2 vit bonde · h2 vit bonde · a1 vit torn · c1 vit löpare · d1 vit drottning · e1 vit kung · f1 vit löpare · g1 vit springare · h1 vit torn | a8 svart torn · b8 svart springare · c8 svart löpare · d8 svart drottning · e8 svart kung · f8 svart löpare · h8 svart torn · a7 svart bonde · b7 svart bonde · f7 svart bonde · h7 svart bonde · d6 svart bonde · f6 svart springare · g6 svart bonde · c5 svart bonde · d5 vit bonde · e4 vit bonde · c3 vit springare · a2 vit bonde · b2 vit bonde · f2 vit bonde · g2 vit bonde · h2 vit bonde · a1 vit torn · c1 vit löpare · d1 vit drottning · e1 vit kung · f1 vit löpare · g1 vit springare · h1 vit torn | a8 svart torn · b8 svart springare · c8 svart löpare · d8 svart drottning · e8 svart kung · f8 svart löpare · h8 svart torn · a7 svart bonde · b7 svart bonde · f7 svart bonde · h7 svart bonde · d6 svart bonde · f6 svart springare · g6 svart bonde · c5 svart bonde · d5 vit bonde · e4 vit bonde · c3 vit springare · a2 vit bonde · b2 vit bonde · f2 vit bonde · g2 vit bonde · h2 vit bonde · a1 vit torn · c1 vit löpare · d1 vit drottning · e1 vit kung · f1 vit löpare · g1 vit springare · h1 vit torn | 2 |
| 1 | a8 svart torn · b8 svart springare · c8 svart löpare · d8 svart drottning · e8 svart kung · f8 svart löpare · h8 svart torn · a7 svart bonde · b7 svart bonde · f7 svart bonde · h7 svart bonde · d6 svart bonde · f6 svart springare · g6 svart bonde · c5 svart bonde · d5 vit bonde · e4 vit bonde · c3 vit springare · a2 vit bonde · b2 vit bonde · f2 vit bonde · g2 vit bonde · h2 vit bonde · a1 vit torn · c1 vit löpare · d1 vit drottning · e1 vit kung · f1 vit löpare · g1 vit springare · h1 vit torn | a8 svart torn · b8 svart springare · c8 svart löpare · d8 svart drottning · e8 svart kung · f8 svart löpare · h8 svart torn · a7 svart bonde · b7 svart bonde · f7 svart bonde · h7 svart bonde · d6 svart bonde · f6 svart springare · g6 svart bonde · c5 svart bonde · d5 vit bonde · e4 vit bonde · c3 vit springare · a2 vit bonde · b2 vit bonde · f2 vit bonde · g2 vit bonde · h2 vit bonde · a1 vit torn · c1 vit löpare · d1 vit drottning · e1 vit kung · f1 vit löpare · g1 vit springare · h1 vit torn | a8 svart torn · b8 svart springare · c8 svart löpare · d8 svart drottning · e8 svart kung · f8 svart löpare · h8 svart torn · a7 svart bonde · b7 svart bonde · f7 svart bonde · h7 svart bonde · d6 svart bonde · f6 svart springare · g6 svart bonde · c5 svart bonde · d5 vit bonde · e4 vit bonde · c3 vit springare · a2 vit bonde · b2 vit bonde · f2 vit bonde · g2 vit bonde · h2 vit bonde · a1 vit torn · c1 vit löpare · d1 vit drottning · e1 vit kung · f1 vit löpare · g1 vit springare · h1 vit torn | a8 svart torn · b8 svart springare · c8 svart löpare · d8 svart drottning · e8 svart kung · f8 svart löpare · h8 svart torn · a7 svart bonde · b7 svart bonde · f7 svart bonde · h7 svart bonde · d6 svart bonde · f6 svart springare · g6 svart bonde · c5 svart bonde · d5 vit bonde · e4 vit bonde · c3 vit springare · a2 vit bonde · b2 vit bonde · f2 vit bonde · g2 vit bonde · h2 vit bonde · a1 vit torn · c1 vit löpare · d1 vit drottning · e1 vit kung · f1 vit löpare · g1 vit springare · h1 vit torn | a8 svart torn · b8 svart springare · c8 svart löpare · d8 svart drottning · e8 svart kung · f8 svart löpare · h8 svart torn · a7 svart bonde · b7 svart bonde · f7 svart bonde · h7 svart bonde · d6 svart bonde · f6 svart springare · g6 svart bonde · c5 svart bonde · d5 vit bonde · e4 vit bonde · c3 vit springare · a2 vit bonde · b2 vit bonde · f2 vit bonde · g2 vit bonde · h2 vit bonde · a1 vit torn · c1 vit löpare · d1 vit drottning · e1 vit kung · f1 vit löpare · g1 vit springare · h1 vit torn | a8 svart torn · b8 svart springare · c8 svart löpare · d8 svart drottning · e8 svart kung · f8 svart löpare · h8 svart torn · a7 svart bonde · b7 svart bonde · f7 svart bonde · h7 svart bonde · d6 svart bonde · f6 svart springare · g6 svart bonde · c5 svart bonde · d5 vit bonde · e4 vit bonde · c3 vit springare · a2 vit bonde · b2 vit bonde · f2 vit bonde · g2 vit bonde · h2 vit bonde · a1 vit torn · c1 vit löpare · d1 vit drottning · e1 vit kung · f1 vit löpare · g1 vit springare · h1 vit torn | a8 svart torn · b8 svart springare · c8 svart löpare · d8 svart drottning · e8 svart kung · f8 svart löpare · h8 svart torn · a7 svart bonde · b7 svart bonde · f7 svart bonde · h7 svart bonde · d6 svart bonde · f6 svart springare · g6 svart bonde · c5 svart bonde · d5 vit bonde · e4 vit bonde · c3 vit springare · a2 vit bonde · b2 vit bonde · f2 vit bonde · g2 vit bonde · h2 vit bonde · a1 vit torn · c1 vit löpare · d1 vit drottning · e1 vit kung · f1 vit löpare · g1 vit springare · h1 vit torn | a8 svart torn · b8 svart springare · c8 svart löpare · d8 svart drottning · e8 svart kung · f8 svart löpare · h8 svart torn · a7 svart bonde · b7 svart bonde · f7 svart bonde · h7 svart bonde · d6 svart bonde · f6 svart springare · g6 svart bonde · c5 svart bonde · d5 vit bonde · e4 vit bonde · c3 vit springare · a2 vit bonde · b2 vit bonde · f2 vit bonde · g2 vit bonde · h2 vit bonde · a1 vit torn · c1 vit löpare · d1 vit drottning · e1 vit kung · f1 vit löpare · g1 vit springare · h1 vit torn | 1 |
|   | a | b | c | d | e | f | g | h |   |

Efter 6.e4 g6 (se diagram) har vit två vanliga drag:
- 7.Sf3 Lg7 är huvudvarianten.
  - Den klassiska huvudvarianten fortsätter 8.Le2 0-0 9.0-0 Te8 10.Sd2.
  - I den klassiska huvudvarianten har svart möjligheten att spela ...Lg4 och byta av springaren på f3. Den moderna huvudvarianten som är 8.h3 0-0 9.Ld3 har syftet att förhindra detta. Svart fortsätter oftast med det temporära bondeoffret 9...b5 men kan vinna tillbaka bonden på e4 efter 10.Sxb5 Te8.

- 7.f4 är ett mer aggressivt drag som hotar att trycka ner svart med e5. Efter 7...Lg7 8.Lb5+ uppkommer Taimanovvarianten. Säkrast är nu 8...Sfd7 (8...Sbd7 9.e5! ger vit en fördel eftersom springaren inte kan backa till d7). Taimanovvarianten är svårspelad för svart och vissa svartspelare väljer därför en annan dragföljd med 2...e6 innan ...c5 för att undvika varianten.

#### 6.Sf3
|   | a | b | c | d | e | f | g | h |   |
| 8 | a8 svart torn · b8 svart springare · c8 svart löpare · d8 svart drottning · e8 svart kung · f8 svart löpare · h8 svart torn · a7 svart bonde · b7 svart bonde · f7 svart bonde · h7 svart bonde · d6 svart bonde · f6 svart springare · g6 svart bonde · c5 svart bonde · d5 vit bonde · c3 vit springare · f3 vit springare · a2 vit bonde · b2 vit bonde · e2 vit bonde · f2 vit bonde · g2 vit bonde · h2 vit bonde · a1 vit torn · c1 vit löpare · d1 vit drottning · e1 vit kung · f1 vit löpare · h1 vit torn | a8 svart torn · b8 svart springare · c8 svart löpare · d8 svart drottning · e8 svart kung · f8 svart löpare · h8 svart torn · a7 svart bonde · b7 svart bonde · f7 svart bonde · h7 svart bonde · d6 svart bonde · f6 svart springare · g6 svart bonde · c5 svart bonde · d5 vit bonde · c3 vit springare · f3 vit springare · a2 vit bonde · b2 vit bonde · e2 vit bonde · f2 vit bonde · g2 vit bonde · h2 vit bonde · a1 vit torn · c1 vit löpare · d1 vit drottning · e1 vit kung · f1 vit löpare · h1 vit torn | a8 svart torn · b8 svart springare · c8 svart löpare · d8 svart drottning · e8 svart kung · f8 svart löpare · h8 svart torn · a7 svart bonde · b7 svart bonde · f7 svart bonde · h7 svart bonde · d6 svart bonde · f6 svart springare · g6 svart bonde · c5 svart bonde · d5 vit bonde · c3 vit springare · f3 vit springare · a2 vit bonde · b2 vit bonde · e2 vit bonde · f2 vit bonde · g2 vit bonde · h2 vit bonde · a1 vit torn · c1 vit löpare · d1 vit drottning · e1 vit kung · f1 vit löpare · h1 vit torn | a8 svart torn · b8 svart springare · c8 svart löpare · d8 svart drottning · e8 svart kung · f8 svart löpare · h8 svart torn · a7 svart bonde · b7 svart bonde · f7 svart bonde · h7 svart bonde · d6 svart bonde · f6 svart springare · g6 svart bonde · c5 svart bonde · d5 vit bonde · c3 vit springare · f3 vit springare · a2 vit bonde · b2 vit bonde · e2 vit bonde · f2 vit bonde · g2 vit bonde · h2 vit bonde · a1 vit torn · c1 vit löpare · d1 vit drottning · e1 vit kung · f1 vit löpare · h1 vit torn | a8 svart torn · b8 svart springare · c8 svart löpare · d8 svart drottning · e8 svart kung · f8 svart löpare · h8 svart torn · a7 svart bonde · b7 svart bonde · f7 svart bonde · h7 svart bonde · d6 svart bonde · f6 svart springare · g6 svart bonde · c5 svart bonde · d5 vit bonde · c3 vit springare · f3 vit springare · a2 vit bonde · b2 vit bonde · e2 vit bonde · f2 vit bonde · g2 vit bonde · h2 vit bonde · a1 vit torn · c1 vit löpare · d1 vit drottning · e1 vit kung · f1 vit löpare · h1 vit torn | a8 svart torn · b8 svart springare · c8 svart löpare · d8 svart drottning · e8 svart kung · f8 svart löpare · h8 svart torn · a7 svart bonde · b7 svart bonde · f7 svart bonde · h7 svart bonde · d6 svart bonde · f6 svart springare · g6 svart bonde · c5 svart bonde · d5 vit bonde · c3 vit springare · f3 vit springare · a2 vit bonde · b2 vit bonde · e2 vit bonde · f2 vit bonde · g2 vit bonde · h2 vit bonde · a1 vit torn · c1 vit löpare · d1 vit drottning · e1 vit kung · f1 vit löpare · h1 vit torn | a8 svart torn · b8 svart springare · c8 svart löpare · d8 svart drottning · e8 svart kung · f8 svart löpare · h8 svart torn · a7 svart bonde · b7 svart bonde · f7 svart bonde · h7 svart bonde · d6 svart bonde · f6 svart springare · g6 svart bonde · c5 svart bonde · d5 vit bonde · c3 vit springare · f3 vit springare · a2 vit bonde · b2 vit bonde · e2 vit bonde · f2 vit bonde · g2 vit bonde · h2 vit bonde · a1 vit torn · c1 vit löpare · d1 vit drottning · e1 vit kung · f1 vit löpare · h1 vit torn | a8 svart torn · b8 svart springare · c8 svart löpare · d8 svart drottning · e8 svart kung · f8 svart löpare · h8 svart torn · a7 svart bonde · b7 svart bonde · f7 svart bonde · h7 svart bonde · d6 svart bonde · f6 svart springare · g6 svart bonde · c5 svart bonde · d5 vit bonde · c3 vit springare · f3 vit springare · a2 vit bonde · b2 vit bonde · e2 vit bonde · f2 vit bonde · g2 vit bonde · h2 vit bonde · a1 vit torn · c1 vit löpare · d1 vit drottning · e1 vit kung · f1 vit löpare · h1 vit torn | 8 |
| 7 | a8 svart torn · b8 svart springare · c8 svart löpare · d8 svart drottning · e8 svart kung · f8 svart löpare · h8 svart torn · a7 svart bonde · b7 svart bonde · f7 svart bonde · h7 svart bonde · d6 svart bonde · f6 svart springare · g6 svart bonde · c5 svart bonde · d5 vit bonde · c3 vit springare · f3 vit springare · a2 vit bonde · b2 vit bonde · e2 vit bonde · f2 vit bonde · g2 vit bonde · h2 vit bonde · a1 vit torn · c1 vit löpare · d1 vit drottning · e1 vit kung · f1 vit löpare · h1 vit torn | a8 svart torn · b8 svart springare · c8 svart löpare · d8 svart drottning · e8 svart kung · f8 svart löpare · h8 svart torn · a7 svart bonde · b7 svart bonde · f7 svart bonde · h7 svart bonde · d6 svart bonde · f6 svart springare · g6 svart bonde · c5 svart bonde · d5 vit bonde · c3 vit springare · f3 vit springare · a2 vit bonde · b2 vit bonde · e2 vit bonde · f2 vit bonde · g2 vit bonde · h2 vit bonde · a1 vit torn · c1 vit löpare · d1 vit drottning · e1 vit kung · f1 vit löpare · h1 vit torn | a8 svart torn · b8 svart springare · c8 svart löpare · d8 svart drottning · e8 svart kung · f8 svart löpare · h8 svart torn · a7 svart bonde · b7 svart bonde · f7 svart bonde · h7 svart bonde · d6 svart bonde · f6 svart springare · g6 svart bonde · c5 svart bonde · d5 vit bonde · c3 vit springare · f3 vit springare · a2 vit bonde · b2 vit bonde · e2 vit bonde · f2 vit bonde · g2 vit bonde · h2 vit bonde · a1 vit torn · c1 vit löpare · d1 vit drottning · e1 vit kung · f1 vit löpare · h1 vit torn | a8 svart torn · b8 svart springare · c8 svart löpare · d8 svart drottning · e8 svart kung · f8 svart löpare · h8 svart torn · a7 svart bonde · b7 svart bonde · f7 svart bonde · h7 svart bonde · d6 svart bonde · f6 svart springare · g6 svart bonde · c5 svart bonde · d5 vit bonde · c3 vit springare · f3 vit springare · a2 vit bonde · b2 vit bonde · e2 vit bonde · f2 vit bonde · g2 vit bonde · h2 vit bonde · a1 vit torn · c1 vit löpare · d1 vit drottning · e1 vit kung · f1 vit löpare · h1 vit torn | a8 svart torn · b8 svart springare · c8 svart löpare · d8 svart drottning · e8 svart kung · f8 svart löpare · h8 svart torn · a7 svart bonde · b7 svart bonde · f7 svart bonde · h7 svart bonde · d6 svart bonde · f6 svart springare · g6 svart bonde · c5 svart bonde · d5 vit bonde · c3 vit springare · f3 vit springare · a2 vit bonde · b2 vit bonde · e2 vit bonde · f2 vit bonde · g2 vit bonde · h2 vit bonde · a1 vit torn · c1 vit löpare · d1 vit drottning · e1 vit kung · f1 vit löpare · h1 vit torn | a8 svart torn · b8 svart springare · c8 svart löpare · d8 svart drottning · e8 svart kung · f8 svart löpare · h8 svart torn · a7 svart bonde · b7 svart bonde · f7 svart bonde · h7 svart bonde · d6 svart bonde · f6 svart springare · g6 svart bonde · c5 svart bonde · d5 vit bonde · c3 vit springare · f3 vit springare · a2 vit bonde · b2 vit bonde · e2 vit bonde · f2 vit bonde · g2 vit bonde · h2 vit bonde · a1 vit torn · c1 vit löpare · d1 vit drottning · e1 vit kung · f1 vit löpare · h1 vit torn | a8 svart torn · b8 svart springare · c8 svart löpare · d8 svart drottning · e8 svart kung · f8 svart löpare · h8 svart torn · a7 svart bonde · b7 svart bonde · f7 svart bonde · h7 svart bonde · d6 svart bonde · f6 svart springare · g6 svart bonde · c5 svart bonde · d5 vit bonde · c3 vit springare · f3 vit springare · a2 vit bonde · b2 vit bonde · e2 vit bonde · f2 vit bonde · g2 vit bonde · h2 vit bonde · a1 vit torn · c1 vit löpare · d1 vit drottning · e1 vit kung · f1 vit löpare · h1 vit torn | a8 svart torn · b8 svart springare · c8 svart löpare · d8 svart drottning · e8 svart kung · f8 svart löpare · h8 svart torn · a7 svart bonde · b7 svart bonde · f7 svart bonde · h7 svart bonde · d6 svart bonde · f6 svart springare · g6 svart bonde · c5 svart bonde · d5 vit bonde · c3 vit springare · f3 vit springare · a2 vit bonde · b2 vit bonde · e2 vit bonde · f2 vit bonde · g2 vit bonde · h2 vit bonde · a1 vit torn · c1 vit löpare · d1 vit drottning · e1 vit kung · f1 vit löpare · h1 vit torn | 7 |
| 6 | a8 svart torn · b8 svart springare · c8 svart löpare · d8 svart drottning · e8 svart kung · f8 svart löpare · h8 svart torn · a7 svart bonde · b7 svart bonde · f7 svart bonde · h7 svart bonde · d6 svart bonde · f6 svart springare · g6 svart bonde · c5 svart bonde · d5 vit bonde · c3 vit springare · f3 vit springare · a2 vit bonde · b2 vit bonde · e2 vit bonde · f2 vit bonde · g2 vit bonde · h2 vit bonde · a1 vit torn · c1 vit löpare · d1 vit drottning · e1 vit kung · f1 vit löpare · h1 vit torn | a8 svart torn · b8 svart springare · c8 svart löpare · d8 svart drottning · e8 svart kung · f8 svart löpare · h8 svart torn · a7 svart bonde · b7 svart bonde · f7 svart bonde · h7 svart bonde · d6 svart bonde · f6 svart springare · g6 svart bonde · c5 svart bonde · d5 vit bonde · c3 vit springare · f3 vit springare · a2 vit bonde · b2 vit bonde · e2 vit bonde · f2 vit bonde · g2 vit bonde · h2 vit bonde · a1 vit torn · c1 vit löpare · d1 vit drottning · e1 vit kung · f1 vit löpare · h1 vit torn | a8 svart torn · b8 svart springare · c8 svart löpare · d8 svart drottning · e8 svart kung · f8 svart löpare · h8 svart torn · a7 svart bonde · b7 svart bonde · f7 svart bonde · h7 svart bonde · d6 svart bonde · f6 svart springare · g6 svart bonde · c5 svart bonde · d5 vit bonde · c3 vit springare · f3 vit springare · a2 vit bonde · b2 vit bonde · e2 vit bonde · f2 vit bonde · g2 vit bonde · h2 vit bonde · a1 vit torn · c1 vit löpare · d1 vit drottning · e1 vit kung · f1 vit löpare · h1 vit torn | a8 svart torn · b8 svart springare · c8 svart löpare · d8 svart drottning · e8 svart kung · f8 svart löpare · h8 svart torn · a7 svart bonde · b7 svart bonde · f7 svart bonde · h7 svart bonde · d6 svart bonde · f6 svart springare · g6 svart bonde · c5 svart bonde · d5 vit bonde · c3 vit springare · f3 vit springare · a2 vit bonde · b2 vit bonde · e2 vit bonde · f2 vit bonde · g2 vit bonde · h2 vit bonde · a1 vit torn · c1 vit löpare · d1 vit drottning · e1 vit kung · f1 vit löpare · h1 vit torn | a8 svart torn · b8 svart springare · c8 svart löpare · d8 svart drottning · e8 svart kung · f8 svart löpare · h8 svart torn · a7 svart bonde · b7 svart bonde · f7 svart bonde · h7 svart bonde · d6 svart bonde · f6 svart springare · g6 svart bonde · c5 svart bonde · d5 vit bonde · c3 vit springare · f3 vit springare · a2 vit bonde · b2 vit bonde · e2 vit bonde · f2 vit bonde · g2 vit bonde · h2 vit bonde · a1 vit torn · c1 vit löpare · d1 vit drottning · e1 vit kung · f1 vit löpare · h1 vit torn | a8 svart torn · b8 svart springare · c8 svart löpare · d8 svart drottning · e8 svart kung · f8 svart löpare · h8 svart torn · a7 svart bonde · b7 svart bonde · f7 svart bonde · h7 svart bonde · d6 svart bonde · f6 svart springare · g6 svart bonde · c5 svart bonde · d5 vit bonde · c3 vit springare · f3 vit springare · a2 vit bonde · b2 vit bonde · e2 vit bonde · f2 vit bonde · g2 vit bonde · h2 vit bonde · a1 vit torn · c1 vit löpare · d1 vit drottning · e1 vit kung · f1 vit löpare · h1 vit torn | a8 svart torn · b8 svart springare · c8 svart löpare · d8 svart drottning · e8 svart kung · f8 svart löpare · h8 svart torn · a7 svart bonde · b7 svart bonde · f7 svart bonde · h7 svart bonde · d6 svart bonde · f6 svart springare · g6 svart bonde · c5 svart bonde · d5 vit bonde · c3 vit springare · f3 vit springare · a2 vit bonde · b2 vit bonde · e2 vit bonde · f2 vit bonde · g2 vit bonde · h2 vit bonde · a1 vit torn · c1 vit löpare · d1 vit drottning · e1 vit kung · f1 vit löpare · h1 vit torn | a8 svart torn · b8 svart springare · c8 svart löpare · d8 svart drottning · e8 svart kung · f8 svart löpare · h8 svart torn · a7 svart bonde · b7 svart bonde · f7 svart bonde · h7 svart bonde · d6 svart bonde · f6 svart springare · g6 svart bonde · c5 svart bonde · d5 vit bonde · c3 vit springare · f3 vit springare · a2 vit bonde · b2 vit bonde · e2 vit bonde · f2 vit bonde · g2 vit bonde · h2 vit bonde · a1 vit torn · c1 vit löpare · d1 vit drottning · e1 vit kung · f1 vit löpare · h1 vit torn | 6 |
| 5 | a8 svart torn · b8 svart springare · c8 svart löpare · d8 svart drottning · e8 svart kung · f8 svart löpare · h8 svart torn · a7 svart bonde · b7 svart bonde · f7 svart bonde · h7 svart bonde · d6 svart bonde · f6 svart springare · g6 svart bonde · c5 svart bonde · d5 vit bonde · c3 vit springare · f3 vit springare · a2 vit bonde · b2 vit bonde · e2 vit bonde · f2 vit bonde · g2 vit bonde · h2 vit bonde · a1 vit torn · c1 vit löpare · d1 vit drottning · e1 vit kung · f1 vit löpare · h1 vit torn | a8 svart torn · b8 svart springare · c8 svart löpare · d8 svart drottning · e8 svart kung · f8 svart löpare · h8 svart torn · a7 svart bonde · b7 svart bonde · f7 svart bonde · h7 svart bonde · d6 svart bonde · f6 svart springare · g6 svart bonde · c5 svart bonde · d5 vit bonde · c3 vit springare · f3 vit springare · a2 vit bonde · b2 vit bonde · e2 vit bonde · f2 vit bonde · g2 vit bonde · h2 vit bonde · a1 vit torn · c1 vit löpare · d1 vit drottning · e1 vit kung · f1 vit löpare · h1 vit torn | a8 svart torn · b8 svart springare · c8 svart löpare · d8 svart drottning · e8 svart kung · f8 svart löpare · h8 svart torn · a7 svart bonde · b7 svart bonde · f7 svart bonde · h7 svart bonde · d6 svart bonde · f6 svart springare · g6 svart bonde · c5 svart bonde · d5 vit bonde · c3 vit springare · f3 vit springare · a2 vit bonde · b2 vit bonde · e2 vit bonde · f2 vit bonde · g2 vit bonde · h2 vit bonde · a1 vit torn · c1 vit löpare · d1 vit drottning · e1 vit kung · f1 vit löpare · h1 vit torn | a8 svart torn · b8 svart springare · c8 svart löpare · d8 svart drottning · e8 svart kung · f8 svart löpare · h8 svart torn · a7 svart bonde · b7 svart bonde · f7 svart bonde · h7 svart bonde · d6 svart bonde · f6 svart springare · g6 svart bonde · c5 svart bonde · d5 vit bonde · c3 vit springare · f3 vit springare · a2 vit bonde · b2 vit bonde · e2 vit bonde · f2 vit bonde · g2 vit bonde · h2 vit bonde · a1 vit torn · c1 vit löpare · d1 vit drottning · e1 vit kung · f1 vit löpare · h1 vit torn | a8 svart torn · b8 svart springare · c8 svart löpare · d8 svart drottning · e8 svart kung · f8 svart löpare · h8 svart torn · a7 svart bonde · b7 svart bonde · f7 svart bonde · h7 svart bonde · d6 svart bonde · f6 svart springare · g6 svart bonde · c5 svart bonde · d5 vit bonde · c3 vit springare · f3 vit springare · a2 vit bonde · b2 vit bonde · e2 vit bonde · f2 vit bonde · g2 vit bonde · h2 vit bonde · a1 vit torn · c1 vit löpare · d1 vit drottning · e1 vit kung · f1 vit löpare · h1 vit torn | a8 svart torn · b8 svart springare · c8 svart löpare · d8 svart drottning · e8 svart kung · f8 svart löpare · h8 svart torn · a7 svart bonde · b7 svart bonde · f7 svart bonde · h7 svart bonde · d6 svart bonde · f6 svart springare · g6 svart bonde · c5 svart bonde · d5 vit bonde · c3 vit springare · f3 vit springare · a2 vit bonde · b2 vit bonde · e2 vit bonde · f2 vit bonde · g2 vit bonde · h2 vit bonde · a1 vit torn · c1 vit löpare · d1 vit drottning · e1 vit kung · f1 vit löpare · h1 vit torn | a8 svart torn · b8 svart springare · c8 svart löpare · d8 svart drottning · e8 svart kung · f8 svart löpare · h8 svart torn · a7 svart bonde · b7 svart bonde · f7 svart bonde · h7 svart bonde · d6 svart bonde · f6 svart springare · g6 svart bonde · c5 svart bonde · d5 vit bonde · c3 vit springare · f3 vit springare · a2 vit bonde · b2 vit bonde · e2 vit bonde · f2 vit bonde · g2 vit bonde · h2 vit bonde · a1 vit torn · c1 vit löpare · d1 vit drottning · e1 vit kung · f1 vit löpare · h1 vit torn | a8 svart torn · b8 svart springare · c8 svart löpare · d8 svart drottning · e8 svart kung · f8 svart löpare · h8 svart torn · a7 svart bonde · b7 svart bonde · f7 svart bonde · h7 svart bonde · d6 svart bonde · f6 svart springare · g6 svart bonde · c5 svart bonde · d5 vit bonde · c3 vit springare · f3 vit springare · a2 vit bonde · b2 vit bonde · e2 vit bonde · f2 vit bonde · g2 vit bonde · h2 vit bonde · a1 vit torn · c1 vit löpare · d1 vit drottning · e1 vit kung · f1 vit löpare · h1 vit torn | 5 |
| 4 | a8 svart torn · b8 svart springare · c8 svart löpare · d8 svart drottning · e8 svart kung · f8 svart löpare · h8 svart torn · a7 svart bonde · b7 svart bonde · f7 svart bonde · h7 svart bonde · d6 svart bonde · f6 svart springare · g6 svart bonde · c5 svart bonde · d5 vit bonde · c3 vit springare · f3 vit springare · a2 vit bonde · b2 vit bonde · e2 vit bonde · f2 vit bonde · g2 vit bonde · h2 vit bonde · a1 vit torn · c1 vit löpare · d1 vit drottning · e1 vit kung · f1 vit löpare · h1 vit torn | a8 svart torn · b8 svart springare · c8 svart löpare · d8 svart drottning · e8 svart kung · f8 svart löpare · h8 svart torn · a7 svart bonde · b7 svart bonde · f7 svart bonde · h7 svart bonde · d6 svart bonde · f6 svart springare · g6 svart bonde · c5 svart bonde · d5 vit bonde · c3 vit springare · f3 vit springare · a2 vit bonde · b2 vit bonde · e2 vit bonde · f2 vit bonde · g2 vit bonde · h2 vit bonde · a1 vit torn · c1 vit löpare · d1 vit drottning · e1 vit kung · f1 vit löpare · h1 vit torn | a8 svart torn · b8 svart springare · c8 svart löpare · d8 svart drottning · e8 svart kung · f8 svart löpare · h8 svart torn · a7 svart bonde · b7 svart bonde · f7 svart bonde · h7 svart bonde · d6 svart bonde · f6 svart springare · g6 svart bonde · c5 svart bonde · d5 vit bonde · c3 vit springare · f3 vit springare · a2 vit bonde · b2 vit bonde · e2 vit bonde · f2 vit bonde · g2 vit bonde · h2 vit bonde · a1 vit torn · c1 vit löpare · d1 vit drottning · e1 vit kung · f1 vit löpare · h1 vit torn | a8 svart torn · b8 svart springare · c8 svart löpare · d8 svart drottning · e8 svart kung · f8 svart löpare · h8 svart torn · a7 svart bonde · b7 svart bonde · f7 svart bonde · h7 svart bonde · d6 svart bonde · f6 svart springare · g6 svart bonde · c5 svart bonde · d5 vit bonde · c3 vit springare · f3 vit springare · a2 vit bonde · b2 vit bonde · e2 vit bonde · f2 vit bonde · g2 vit bonde · h2 vit bonde · a1 vit torn · c1 vit löpare · d1 vit drottning · e1 vit kung · f1 vit löpare · h1 vit torn | a8 svart torn · b8 svart springare · c8 svart löpare · d8 svart drottning · e8 svart kung · f8 svart löpare · h8 svart torn · a7 svart bonde · b7 svart bonde · f7 svart bonde · h7 svart bonde · d6 svart bonde · f6 svart springare · g6 svart bonde · c5 svart bonde · d5 vit bonde · c3 vit springare · f3 vit springare · a2 vit bonde · b2 vit bonde · e2 vit bonde · f2 vit bonde · g2 vit bonde · h2 vit bonde · a1 vit torn · c1 vit löpare · d1 vit drottning · e1 vit kung · f1 vit löpare · h1 vit torn | a8 svart torn · b8 svart springare · c8 svart löpare · d8 svart drottning · e8 svart kung · f8 svart löpare · h8 svart torn · a7 svart bonde · b7 svart bonde · f7 svart bonde · h7 svart bonde · d6 svart bonde · f6 svart springare · g6 svart bonde · c5 svart bonde · d5 vit bonde · c3 vit springare · f3 vit springare · a2 vit bonde · b2 vit bonde · e2 vit bonde · f2 vit bonde · g2 vit bonde · h2 vit bonde · a1 vit torn · c1 vit löpare · d1 vit drottning · e1 vit kung · f1 vit löpare · h1 vit torn | a8 svart torn · b8 svart springare · c8 svart löpare · d8 svart drottning · e8 svart kung · f8 svart löpare · h8 svart torn · a7 svart bonde · b7 svart bonde · f7 svart bonde · h7 svart bonde · d6 svart bonde · f6 svart springare · g6 svart bonde · c5 svart bonde · d5 vit bonde · c3 vit springare · f3 vit springare · a2 vit bonde · b2 vit bonde · e2 vit bonde · f2 vit bonde · g2 vit bonde · h2 vit bonde · a1 vit torn · c1 vit löpare · d1 vit drottning · e1 vit kung · f1 vit löpare · h1 vit torn | a8 svart torn · b8 svart springare · c8 svart löpare · d8 svart drottning · e8 svart kung · f8 svart löpare · h8 svart torn · a7 svart bonde · b7 svart bonde · f7 svart bonde · h7 svart bonde · d6 svart bonde · f6 svart springare · g6 svart bonde · c5 svart bonde · d5 vit bonde · c3 vit springare · f3 vit springare · a2 vit bonde · b2 vit bonde · e2 vit bonde · f2 vit bonde · g2 vit bonde · h2 vit bonde · a1 vit torn · c1 vit löpare · d1 vit drottning · e1 vit kung · f1 vit löpare · h1 vit torn | 4 |
| 3 | a8 svart torn · b8 svart springare · c8 svart löpare · d8 svart drottning · e8 svart kung · f8 svart löpare · h8 svart torn · a7 svart bonde · b7 svart bonde · f7 svart bonde · h7 svart bonde · d6 svart bonde · f6 svart springare · g6 svart bonde · c5 svart bonde · d5 vit bonde · c3 vit springare · f3 vit springare · a2 vit bonde · b2 vit bonde · e2 vit bonde · f2 vit bonde · g2 vit bonde · h2 vit bonde · a1 vit torn · c1 vit löpare · d1 vit drottning · e1 vit kung · f1 vit löpare · h1 vit torn | a8 svart torn · b8 svart springare · c8 svart löpare · d8 svart drottning · e8 svart kung · f8 svart löpare · h8 svart torn · a7 svart bonde · b7 svart bonde · f7 svart bonde · h7 svart bonde · d6 svart bonde · f6 svart springare · g6 svart bonde · c5 svart bonde · d5 vit bonde · c3 vit springare · f3 vit springare · a2 vit bonde · b2 vit bonde · e2 vit bonde · f2 vit bonde · g2 vit bonde · h2 vit bonde · a1 vit torn · c1 vit löpare · d1 vit drottning · e1 vit kung · f1 vit löpare · h1 vit torn | a8 svart torn · b8 svart springare · c8 svart löpare · d8 svart drottning · e8 svart kung · f8 svart löpare · h8 svart torn · a7 svart bonde · b7 svart bonde · f7 svart bonde · h7 svart bonde · d6 svart bonde · f6 svart springare · g6 svart bonde · c5 svart bonde · d5 vit bonde · c3 vit springare · f3 vit springare · a2 vit bonde · b2 vit bonde · e2 vit bonde · f2 vit bonde · g2 vit bonde · h2 vit bonde · a1 vit torn · c1 vit löpare · d1 vit drottning · e1 vit kung · f1 vit löpare · h1 vit torn | a8 svart torn · b8 svart springare · c8 svart löpare · d8 svart drottning · e8 svart kung · f8 svart löpare · h8 svart torn · a7 svart bonde · b7 svart bonde · f7 svart bonde · h7 svart bonde · d6 svart bonde · f6 svart springare · g6 svart bonde · c5 svart bonde · d5 vit bonde · c3 vit springare · f3 vit springare · a2 vit bonde · b2 vit bonde · e2 vit bonde · f2 vit bonde · g2 vit bonde · h2 vit bonde · a1 vit torn · c1 vit löpare · d1 vit drottning · e1 vit kung · f1 vit löpare · h1 vit torn | a8 svart torn · b8 svart springare · c8 svart löpare · d8 svart drottning · e8 svart kung · f8 svart löpare · h8 svart torn · a7 svart bonde · b7 svart bonde · f7 svart bonde · h7 svart bonde · d6 svart bonde · f6 svart springare · g6 svart bonde · c5 svart bonde · d5 vit bonde · c3 vit springare · f3 vit springare · a2 vit bonde · b2 vit bonde · e2 vit bonde · f2 vit bonde · g2 vit bonde · h2 vit bonde · a1 vit torn · c1 vit löpare · d1 vit drottning · e1 vit kung · f1 vit löpare · h1 vit torn | a8 svart torn · b8 svart springare · c8 svart löpare · d8 svart drottning · e8 svart kung · f8 svart löpare · h8 svart torn · a7 svart bonde · b7 svart bonde · f7 svart bonde · h7 svart bonde · d6 svart bonde · f6 svart springare · g6 svart bonde · c5 svart bonde · d5 vit bonde · c3 vit springare · f3 vit springare · a2 vit bonde · b2 vit bonde · e2 vit bonde · f2 vit bonde · g2 vit bonde · h2 vit bonde · a1 vit torn · c1 vit löpare · d1 vit drottning · e1 vit kung · f1 vit löpare · h1 vit torn | a8 svart torn · b8 svart springare · c8 svart löpare · d8 svart drottning · e8 svart kung · f8 svart löpare · h8 svart torn · a7 svart bonde · b7 svart bonde · f7 svart bonde · h7 svart bonde · d6 svart bonde · f6 svart springare · g6 svart bonde · c5 svart bonde · d5 vit bonde · c3 vit springare · f3 vit springare · a2 vit bonde · b2 vit bonde · e2 vit bonde · f2 vit bonde · g2 vit bonde · h2 vit bonde · a1 vit torn · c1 vit löpare · d1 vit drottning · e1 vit kung · f1 vit löpare · h1 vit torn | a8 svart torn · b8 svart springare · c8 svart löpare · d8 svart drottning · e8 svart kung · f8 svart löpare · h8 svart torn · a7 svart bonde · b7 svart bonde · f7 svart bonde · h7 svart bonde · d6 svart bonde · f6 svart springare · g6 svart bonde · c5 svart bonde · d5 vit bonde · c3 vit springare · f3 vit springare · a2 vit bonde · b2 vit bonde · e2 vit bonde · f2 vit bonde · g2 vit bonde · h2 vit bonde · a1 vit torn · c1 vit löpare · d1 vit drottning · e1 vit kung · f1 vit löpare · h1 vit torn | 3 |
| 2 | a8 svart torn · b8 svart springare · c8 svart löpare · d8 svart drottning · e8 svart kung · f8 svart löpare · h8 svart torn · a7 svart bonde · b7 svart bonde · f7 svart bonde · h7 svart bonde · d6 svart bonde · f6 svart springare · g6 svart bonde · c5 svart bonde · d5 vit bonde · c3 vit springare · f3 vit springare · a2 vit bonde · b2 vit bonde · e2 vit bonde · f2 vit bonde · g2 vit bonde · h2 vit bonde · a1 vit torn · c1 vit löpare · d1 vit drottning · e1 vit kung · f1 vit löpare · h1 vit torn | a8 svart torn · b8 svart springare · c8 svart löpare · d8 svart drottning · e8 svart kung · f8 svart löpare · h8 svart torn · a7 svart bonde · b7 svart bonde · f7 svart bonde · h7 svart bonde · d6 svart bonde · f6 svart springare · g6 svart bonde · c5 svart bonde · d5 vit bonde · c3 vit springare · f3 vit springare · a2 vit bonde · b2 vit bonde · e2 vit bonde · f2 vit bonde · g2 vit bonde · h2 vit bonde · a1 vit torn · c1 vit löpare · d1 vit drottning · e1 vit kung · f1 vit löpare · h1 vit torn | a8 svart torn · b8 svart springare · c8 svart löpare · d8 svart drottning · e8 svart kung · f8 svart löpare · h8 svart torn · a7 svart bonde · b7 svart bonde · f7 svart bonde · h7 svart bonde · d6 svart bonde · f6 svart springare · g6 svart bonde · c5 svart bonde · d5 vit bonde · c3 vit springare · f3 vit springare · a2 vit bonde · b2 vit bonde · e2 vit bonde · f2 vit bonde · g2 vit bonde · h2 vit bonde · a1 vit torn · c1 vit löpare · d1 vit drottning · e1 vit kung · f1 vit löpare · h1 vit torn | a8 svart torn · b8 svart springare · c8 svart löpare · d8 svart drottning · e8 svart kung · f8 svart löpare · h8 svart torn · a7 svart bonde · b7 svart bonde · f7 svart bonde · h7 svart bonde · d6 svart bonde · f6 svart springare · g6 svart bonde · c5 svart bonde · d5 vit bonde · c3 vit springare · f3 vit springare · a2 vit bonde · b2 vit bonde · e2 vit bonde · f2 vit bonde · g2 vit bonde · h2 vit bonde · a1 vit torn · c1 vit löpare · d1 vit drottning · e1 vit kung · f1 vit löpare · h1 vit torn | a8 svart torn · b8 svart springare · c8 svart löpare · d8 svart drottning · e8 svart kung · f8 svart löpare · h8 svart torn · a7 svart bonde · b7 svart bonde · f7 svart bonde · h7 svart bonde · d6 svart bonde · f6 svart springare · g6 svart bonde · c5 svart bonde · d5 vit bonde · c3 vit springare · f3 vit springare · a2 vit bonde · b2 vit bonde · e2 vit bonde · f2 vit bonde · g2 vit bonde · h2 vit bonde · a1 vit torn · c1 vit löpare · d1 vit drottning · e1 vit kung · f1 vit löpare · h1 vit torn | a8 svart torn · b8 svart springare · c8 svart löpare · d8 svart drottning · e8 svart kung · f8 svart löpare · h8 svart torn · a7 svart bonde · b7 svart bonde · f7 svart bonde · h7 svart bonde · d6 svart bonde · f6 svart springare · g6 svart bonde · c5 svart bonde · d5 vit bonde · c3 vit springare · f3 vit springare · a2 vit bonde · b2 vit bonde · e2 vit bonde · f2 vit bonde · g2 vit bonde · h2 vit bonde · a1 vit torn · c1 vit löpare · d1 vit drottning · e1 vit kung · f1 vit löpare · h1 vit torn | a8 svart torn · b8 svart springare · c8 svart löpare · d8 svart drottning · e8 svart kung · f8 svart löpare · h8 svart torn · a7 svart bonde · b7 svart bonde · f7 svart bonde · h7 svart bonde · d6 svart bonde · f6 svart springare · g6 svart bonde · c5 svart bonde · d5 vit bonde · c3 vit springare · f3 vit springare · a2 vit bonde · b2 vit bonde · e2 vit bonde · f2 vit bonde · g2 vit bonde · h2 vit bonde · a1 vit torn · c1 vit löpare · d1 vit drottning · e1 vit kung · f1 vit löpare · h1 vit torn | a8 svart torn · b8 svart springare · c8 svart löpare · d8 svart drottning · e8 svart kung · f8 svart löpare · h8 svart torn · a7 svart bonde · b7 svart bonde · f7 svart bonde · h7 svart bonde · d6 svart bonde · f6 svart springare · g6 svart bonde · c5 svart bonde · d5 vit bonde · c3 vit springare · f3 vit springare · a2 vit bonde · b2 vit bonde · e2 vit bonde · f2 vit bonde · g2 vit bonde · h2 vit bonde · a1 vit torn · c1 vit löpare · d1 vit drottning · e1 vit kung · f1 vit löpare · h1 vit torn | 2 |
| 1 | a8 svart torn · b8 svart springare · c8 svart löpare · d8 svart drottning · e8 svart kung · f8 svart löpare · h8 svart torn · a7 svart bonde · b7 svart bonde · f7 svart bonde · h7 svart bonde · d6 svart bonde · f6 svart springare · g6 svart bonde · c5 svart bonde · d5 vit bonde · c3 vit springare · f3 vit springare · a2 vit bonde · b2 vit bonde · e2 vit bonde · f2 vit bonde · g2 vit bonde · h2 vit bonde · a1 vit torn · c1 vit löpare · d1 vit drottning · e1 vit kung · f1 vit löpare · h1 vit torn | a8 svart torn · b8 svart springare · c8 svart löpare · d8 svart drottning · e8 svart kung · f8 svart löpare · h8 svart torn · a7 svart bonde · b7 svart bonde · f7 svart bonde · h7 svart bonde · d6 svart bonde · f6 svart springare · g6 svart bonde · c5 svart bonde · d5 vit bonde · c3 vit springare · f3 vit springare · a2 vit bonde · b2 vit bonde · e2 vit bonde · f2 vit bonde · g2 vit bonde · h2 vit bonde · a1 vit torn · c1 vit löpare · d1 vit drottning · e1 vit kung · f1 vit löpare · h1 vit torn | a8 svart torn · b8 svart springare · c8 svart löpare · d8 svart drottning · e8 svart kung · f8 svart löpare · h8 svart torn · a7 svart bonde · b7 svart bonde · f7 svart bonde · h7 svart bonde · d6 svart bonde · f6 svart springare · g6 svart bonde · c5 svart bonde · d5 vit bonde · c3 vit springare · f3 vit springare · a2 vit bonde · b2 vit bonde · e2 vit bonde · f2 vit bonde · g2 vit bonde · h2 vit bonde · a1 vit torn · c1 vit löpare · d1 vit drottning · e1 vit kung · f1 vit löpare · h1 vit torn | a8 svart torn · b8 svart springare · c8 svart löpare · d8 svart drottning · e8 svart kung · f8 svart löpare · h8 svart torn · a7 svart bonde · b7 svart bonde · f7 svart bonde · h7 svart bonde · d6 svart bonde · f6 svart springare · g6 svart bonde · c5 svart bonde · d5 vit bonde · c3 vit springare · f3 vit springare · a2 vit bonde · b2 vit bonde · e2 vit bonde · f2 vit bonde · g2 vit bonde · h2 vit bonde · a1 vit torn · c1 vit löpare · d1 vit drottning · e1 vit kung · f1 vit löpare · h1 vit torn | a8 svart torn · b8 svart springare · c8 svart löpare · d8 svart drottning · e8 svart kung · f8 svart löpare · h8 svart torn · a7 svart bonde · b7 svart bonde · f7 svart bonde · h7 svart bonde · d6 svart bonde · f6 svart springare · g6 svart bonde · c5 svart bonde · d5 vit bonde · c3 vit springare · f3 vit springare · a2 vit bonde · b2 vit bonde · e2 vit bonde · f2 vit bonde · g2 vit bonde · h2 vit bonde · a1 vit torn · c1 vit löpare · d1 vit drottning · e1 vit kung · f1 vit löpare · h1 vit torn | a8 svart torn · b8 svart springare · c8 svart löpare · d8 svart drottning · e8 svart kung · f8 svart löpare · h8 svart torn · a7 svart bonde · b7 svart bonde · f7 svart bonde · h7 svart bonde · d6 svart bonde · f6 svart springare · g6 svart bonde · c5 svart bonde · d5 vit bonde · c3 vit springare · f3 vit springare · a2 vit bonde · b2 vit bonde · e2 vit bonde · f2 vit bonde · g2 vit bonde · h2 vit bonde · a1 vit torn · c1 vit löpare · d1 vit drottning · e1 vit kung · f1 vit löpare · h1 vit torn | a8 svart torn · b8 svart springare · c8 svart löpare · d8 svart drottning · e8 svart kung · f8 svart löpare · h8 svart torn · a7 svart bonde · b7 svart bonde · f7 svart bonde · h7 svart bonde · d6 svart bonde · f6 svart springare · g6 svart bonde · c5 svart bonde · d5 vit bonde · c3 vit springare · f3 vit springare · a2 vit bonde · b2 vit bonde · e2 vit bonde · f2 vit bonde · g2 vit bonde · h2 vit bonde · a1 vit torn · c1 vit löpare · d1 vit drottning · e1 vit kung · f1 vit löpare · h1 vit torn | a8 svart torn · b8 svart springare · c8 svart löpare · d8 svart drottning · e8 svart kung · f8 svart löpare · h8 svart torn · a7 svart bonde · b7 svart bonde · f7 svart bonde · h7 svart bonde · d6 svart bonde · f6 svart springare · g6 svart bonde · c5 svart bonde · d5 vit bonde · c3 vit springare · f3 vit springare · a2 vit bonde · b2 vit bonde · e2 vit bonde · f2 vit bonde · g2 vit bonde · h2 vit bonde · a1 vit torn · c1 vit löpare · d1 vit drottning · e1 vit kung · f1 vit löpare · h1 vit torn | 1 |
|   | a | b | c | d | e | f | g | h |   |

Efter 6.Sf3 g6 (se diagram) går vit oftast över i huvudvarianten ovan med 7.e4 men det finns andra varianter:
- 7.g3 är fianchettovarianten. Den leder till positionellt spel utan några omedelbara hot mot svarts ställning. En vanlig variant är 7...Lg7 8.Lg2 0-0 9.0-0 Te8 och vit kan fortsätta med 10.Lf4 eller 10.Sd2.

- 7.Lf4 har idén att trycka mot bonden på d6, ofta i kombination med Sd2-c4.

- 7.Sd2 har samma idé som 7.Lf4. Det kan följa 7...Lg7 8.e4 0-0 9.Le2.

#### Blumenfeldgambit
Blumenfeldgambit uppkommer efter 3...e6 4.Sf3 b5. Det är en ovanlig variant som påminner om Benkögambit men spelet får en annan karaktär. Vit svarar oftast med   5.Lg5 eller 5.dxe6 fxe6 6.cxb5.

### Tjeckisk Benoni (3...e5)
|   | a | b | c | d | e | f | g | h |   |
| 8 | a8 svart torn · b8 svart springare · c8 svart löpare · d8 svart drottning · e8 svart kung · f8 svart löpare · h8 svart torn · a7 svart bonde · b7 svart bonde · d7 svart bonde · f7 svart bonde · g7 svart bonde · h7 svart bonde · f6 svart springare · c5 svart bonde · d5 vit bonde · e5 svart bonde · c4 vit bonde · a2 vit bonde · b2 vit bonde · e2 vit bonde · f2 vit bonde · g2 vit bonde · h2 vit bonde · a1 vit torn · b1 vit springare · c1 vit löpare · d1 vit drottning · e1 vit kung · f1 vit löpare · g1 vit springare · h1 vit torn | a8 svart torn · b8 svart springare · c8 svart löpare · d8 svart drottning · e8 svart kung · f8 svart löpare · h8 svart torn · a7 svart bonde · b7 svart bonde · d7 svart bonde · f7 svart bonde · g7 svart bonde · h7 svart bonde · f6 svart springare · c5 svart bonde · d5 vit bonde · e5 svart bonde · c4 vit bonde · a2 vit bonde · b2 vit bonde · e2 vit bonde · f2 vit bonde · g2 vit bonde · h2 vit bonde · a1 vit torn · b1 vit springare · c1 vit löpare · d1 vit drottning · e1 vit kung · f1 vit löpare · g1 vit springare · h1 vit torn | a8 svart torn · b8 svart springare · c8 svart löpare · d8 svart drottning · e8 svart kung · f8 svart löpare · h8 svart torn · a7 svart bonde · b7 svart bonde · d7 svart bonde · f7 svart bonde · g7 svart bonde · h7 svart bonde · f6 svart springare · c5 svart bonde · d5 vit bonde · e5 svart bonde · c4 vit bonde · a2 vit bonde · b2 vit bonde · e2 vit bonde · f2 vit bonde · g2 vit bonde · h2 vit bonde · a1 vit torn · b1 vit springare · c1 vit löpare · d1 vit drottning · e1 vit kung · f1 vit löpare · g1 vit springare · h1 vit torn | a8 svart torn · b8 svart springare · c8 svart löpare · d8 svart drottning · e8 svart kung · f8 svart löpare · h8 svart torn · a7 svart bonde · b7 svart bonde · d7 svart bonde · f7 svart bonde · g7 svart bonde · h7 svart bonde · f6 svart springare · c5 svart bonde · d5 vit bonde · e5 svart bonde · c4 vit bonde · a2 vit bonde · b2 vit bonde · e2 vit bonde · f2 vit bonde · g2 vit bonde · h2 vit bonde · a1 vit torn · b1 vit springare · c1 vit löpare · d1 vit drottning · e1 vit kung · f1 vit löpare · g1 vit springare · h1 vit torn | a8 svart torn · b8 svart springare · c8 svart löpare · d8 svart drottning · e8 svart kung · f8 svart löpare · h8 svart torn · a7 svart bonde · b7 svart bonde · d7 svart bonde · f7 svart bonde · g7 svart bonde · h7 svart bonde · f6 svart springare · c5 svart bonde · d5 vit bonde · e5 svart bonde · c4 vit bonde · a2 vit bonde · b2 vit bonde · e2 vit bonde · f2 vit bonde · g2 vit bonde · h2 vit bonde · a1 vit torn · b1 vit springare · c1 vit löpare · d1 vit drottning · e1 vit kung · f1 vit löpare · g1 vit springare · h1 vit torn | a8 svart torn · b8 svart springare · c8 svart löpare · d8 svart drottning · e8 svart kung · f8 svart löpare · h8 svart torn · a7 svart bonde · b7 svart bonde · d7 svart bonde · f7 svart bonde · g7 svart bonde · h7 svart bonde · f6 svart springare · c5 svart bonde · d5 vit bonde · e5 svart bonde · c4 vit bonde · a2 vit bonde · b2 vit bonde · e2 vit bonde · f2 vit bonde · g2 vit bonde · h2 vit bonde · a1 vit torn · b1 vit springare · c1 vit löpare · d1 vit drottning · e1 vit kung · f1 vit löpare · g1 vit springare · h1 vit torn | a8 svart torn · b8 svart springare · c8 svart löpare · d8 svart drottning · e8 svart kung · f8 svart löpare · h8 svart torn · a7 svart bonde · b7 svart bonde · d7 svart bonde · f7 svart bonde · g7 svart bonde · h7 svart bonde · f6 svart springare · c5 svart bonde · d5 vit bonde · e5 svart bonde · c4 vit bonde · a2 vit bonde · b2 vit bonde · e2 vit bonde · f2 vit bonde · g2 vit bonde · h2 vit bonde · a1 vit torn · b1 vit springare · c1 vit löpare · d1 vit drottning · e1 vit kung · f1 vit löpare · g1 vit springare · h1 vit torn | a8 svart torn · b8 svart springare · c8 svart löpare · d8 svart drottning · e8 svart kung · f8 svart löpare · h8 svart torn · a7 svart bonde · b7 svart bonde · d7 svart bonde · f7 svart bonde · g7 svart bonde · h7 svart bonde · f6 svart springare · c5 svart bonde · d5 vit bonde · e5 svart bonde · c4 vit bonde · a2 vit bonde · b2 vit bonde · e2 vit bonde · f2 vit bonde · g2 vit bonde · h2 vit bonde · a1 vit torn · b1 vit springare · c1 vit löpare · d1 vit drottning · e1 vit kung · f1 vit löpare · g1 vit springare · h1 vit torn | 8 |
| 7 | a8 svart torn · b8 svart springare · c8 svart löpare · d8 svart drottning · e8 svart kung · f8 svart löpare · h8 svart torn · a7 svart bonde · b7 svart bonde · d7 svart bonde · f7 svart bonde · g7 svart bonde · h7 svart bonde · f6 svart springare · c5 svart bonde · d5 vit bonde · e5 svart bonde · c4 vit bonde · a2 vit bonde · b2 vit bonde · e2 vit bonde · f2 vit bonde · g2 vit bonde · h2 vit bonde · a1 vit torn · b1 vit springare · c1 vit löpare · d1 vit drottning · e1 vit kung · f1 vit löpare · g1 vit springare · h1 vit torn | a8 svart torn · b8 svart springare · c8 svart löpare · d8 svart drottning · e8 svart kung · f8 svart löpare · h8 svart torn · a7 svart bonde · b7 svart bonde · d7 svart bonde · f7 svart bonde · g7 svart bonde · h7 svart bonde · f6 svart springare · c5 svart bonde · d5 vit bonde · e5 svart bonde · c4 vit bonde · a2 vit bonde · b2 vit bonde · e2 vit bonde · f2 vit bonde · g2 vit bonde · h2 vit bonde · a1 vit torn · b1 vit springare · c1 vit löpare · d1 vit drottning · e1 vit kung · f1 vit löpare · g1 vit springare · h1 vit torn | a8 svart torn · b8 svart springare · c8 svart löpare · d8 svart drottning · e8 svart kung · f8 svart löpare · h8 svart torn · a7 svart bonde · b7 svart bonde · d7 svart bonde · f7 svart bonde · g7 svart bonde · h7 svart bonde · f6 svart springare · c5 svart bonde · d5 vit bonde · e5 svart bonde · c4 vit bonde · a2 vit bonde · b2 vit bonde · e2 vit bonde · f2 vit bonde · g2 vit bonde · h2 vit bonde · a1 vit torn · b1 vit springare · c1 vit löpare · d1 vit drottning · e1 vit kung · f1 vit löpare · g1 vit springare · h1 vit torn | a8 svart torn · b8 svart springare · c8 svart löpare · d8 svart drottning · e8 svart kung · f8 svart löpare · h8 svart torn · a7 svart bonde · b7 svart bonde · d7 svart bonde · f7 svart bonde · g7 svart bonde · h7 svart bonde · f6 svart springare · c5 svart bonde · d5 vit bonde · e5 svart bonde · c4 vit bonde · a2 vit bonde · b2 vit bonde · e2 vit bonde · f2 vit bonde · g2 vit bonde · h2 vit bonde · a1 vit torn · b1 vit springare · c1 vit löpare · d1 vit drottning · e1 vit kung · f1 vit löpare · g1 vit springare · h1 vit torn | a8 svart torn · b8 svart springare · c8 svart löpare · d8 svart drottning · e8 svart kung · f8 svart löpare · h8 svart torn · a7 svart bonde · b7 svart bonde · d7 svart bonde · f7 svart bonde · g7 svart bonde · h7 svart bonde · f6 svart springare · c5 svart bonde · d5 vit bonde · e5 svart bonde · c4 vit bonde · a2 vit bonde · b2 vit bonde · e2 vit bonde · f2 vit bonde · g2 vit bonde · h2 vit bonde · a1 vit torn · b1 vit springare · c1 vit löpare · d1 vit drottning · e1 vit kung · f1 vit löpare · g1 vit springare · h1 vit torn | a8 svart torn · b8 svart springare · c8 svart löpare · d8 svart drottning · e8 svart kung · f8 svart löpare · h8 svart torn · a7 svart bonde · b7 svart bonde · d7 svart bonde · f7 svart bonde · g7 svart bonde · h7 svart bonde · f6 svart springare · c5 svart bonde · d5 vit bonde · e5 svart bonde · c4 vit bonde · a2 vit bonde · b2 vit bonde · e2 vit bonde · f2 vit bonde · g2 vit bonde · h2 vit bonde · a1 vit torn · b1 vit springare · c1 vit löpare · d1 vit drottning · e1 vit kung · f1 vit löpare · g1 vit springare · h1 vit torn | a8 svart torn · b8 svart springare · c8 svart löpare · d8 svart drottning · e8 svart kung · f8 svart löpare · h8 svart torn · a7 svart bonde · b7 svart bonde · d7 svart bonde · f7 svart bonde · g7 svart bonde · h7 svart bonde · f6 svart springare · c5 svart bonde · d5 vit bonde · e5 svart bonde · c4 vit bonde · a2 vit bonde · b2 vit bonde · e2 vit bonde · f2 vit bonde · g2 vit bonde · h2 vit bonde · a1 vit torn · b1 vit springare · c1 vit löpare · d1 vit drottning · e1 vit kung · f1 vit löpare · g1 vit springare · h1 vit torn | a8 svart torn · b8 svart springare · c8 svart löpare · d8 svart drottning · e8 svart kung · f8 svart löpare · h8 svart torn · a7 svart bonde · b7 svart bonde · d7 svart bonde · f7 svart bonde · g7 svart bonde · h7 svart bonde · f6 svart springare · c5 svart bonde · d5 vit bonde · e5 svart bonde · c4 vit bonde · a2 vit bonde · b2 vit bonde · e2 vit bonde · f2 vit bonde · g2 vit bonde · h2 vit bonde · a1 vit torn · b1 vit springare · c1 vit löpare · d1 vit drottning · e1 vit kung · f1 vit löpare · g1 vit springare · h1 vit torn | 7 |
| 6 | a8 svart torn · b8 svart springare · c8 svart löpare · d8 svart drottning · e8 svart kung · f8 svart löpare · h8 svart torn · a7 svart bonde · b7 svart bonde · d7 svart bonde · f7 svart bonde · g7 svart bonde · h7 svart bonde · f6 svart springare · c5 svart bonde · d5 vit bonde · e5 svart bonde · c4 vit bonde · a2 vit bonde · b2 vit bonde · e2 vit bonde · f2 vit bonde · g2 vit bonde · h2 vit bonde · a1 vit torn · b1 vit springare · c1 vit löpare · d1 vit drottning · e1 vit kung · f1 vit löpare · g1 vit springare · h1 vit torn | a8 svart torn · b8 svart springare · c8 svart löpare · d8 svart drottning · e8 svart kung · f8 svart löpare · h8 svart torn · a7 svart bonde · b7 svart bonde · d7 svart bonde · f7 svart bonde · g7 svart bonde · h7 svart bonde · f6 svart springare · c5 svart bonde · d5 vit bonde · e5 svart bonde · c4 vit bonde · a2 vit bonde · b2 vit bonde · e2 vit bonde · f2 vit bonde · g2 vit bonde · h2 vit bonde · a1 vit torn · b1 vit springare · c1 vit löpare · d1 vit drottning · e1 vit kung · f1 vit löpare · g1 vit springare · h1 vit torn | a8 svart torn · b8 svart springare · c8 svart löpare · d8 svart drottning · e8 svart kung · f8 svart löpare · h8 svart torn · a7 svart bonde · b7 svart bonde · d7 svart bonde · f7 svart bonde · g7 svart bonde · h7 svart bonde · f6 svart springare · c5 svart bonde · d5 vit bonde · e5 svart bonde · c4 vit bonde · a2 vit bonde · b2 vit bonde · e2 vit bonde · f2 vit bonde · g2 vit bonde · h2 vit bonde · a1 vit torn · b1 vit springare · c1 vit löpare · d1 vit drottning · e1 vit kung · f1 vit löpare · g1 vit springare · h1 vit torn | a8 svart torn · b8 svart springare · c8 svart löpare · d8 svart drottning · e8 svart kung · f8 svart löpare · h8 svart torn · a7 svart bonde · b7 svart bonde · d7 svart bonde · f7 svart bonde · g7 svart bonde · h7 svart bonde · f6 svart springare · c5 svart bonde · d5 vit bonde · e5 svart bonde · c4 vit bonde · a2 vit bonde · b2 vit bonde · e2 vit bonde · f2 vit bonde · g2 vit bonde · h2 vit bonde · a1 vit torn · b1 vit springare · c1 vit löpare · d1 vit drottning · e1 vit kung · f1 vit löpare · g1 vit springare · h1 vit torn | a8 svart torn · b8 svart springare · c8 svart löpare · d8 svart drottning · e8 svart kung · f8 svart löpare · h8 svart torn · a7 svart bonde · b7 svart bonde · d7 svart bonde · f7 svart bonde · g7 svart bonde · h7 svart bonde · f6 svart springare · c5 svart bonde · d5 vit bonde · e5 svart bonde · c4 vit bonde · a2 vit bonde · b2 vit bonde · e2 vit bonde · f2 vit bonde · g2 vit bonde · h2 vit bonde · a1 vit torn · b1 vit springare · c1 vit löpare · d1 vit drottning · e1 vit kung · f1 vit löpare · g1 vit springare · h1 vit torn | a8 svart torn · b8 svart springare · c8 svart löpare · d8 svart drottning · e8 svart kung · f8 svart löpare · h8 svart torn · a7 svart bonde · b7 svart bonde · d7 svart bonde · f7 svart bonde · g7 svart bonde · h7 svart bonde · f6 svart springare · c5 svart bonde · d5 vit bonde · e5 svart bonde · c4 vit bonde · a2 vit bonde · b2 vit bonde · e2 vit bonde · f2 vit bonde · g2 vit bonde · h2 vit bonde · a1 vit torn · b1 vit springare · c1 vit löpare · d1 vit drottning · e1 vit kung · f1 vit löpare · g1 vit springare · h1 vit torn | a8 svart torn · b8 svart springare · c8 svart löpare · d8 svart drottning · e8 svart kung · f8 svart löpare · h8 svart torn · a7 svart bonde · b7 svart bonde · d7 svart bonde · f7 svart bonde · g7 svart bonde · h7 svart bonde · f6 svart springare · c5 svart bonde · d5 vit bonde · e5 svart bonde · c4 vit bonde · a2 vit bonde · b2 vit bonde · e2 vit bonde · f2 vit bonde · g2 vit bonde · h2 vit bonde · a1 vit torn · b1 vit springare · c1 vit löpare · d1 vit drottning · e1 vit kung · f1 vit löpare · g1 vit springare · h1 vit torn | a8 svart torn · b8 svart springare · c8 svart löpare · d8 svart drottning · e8 svart kung · f8 svart löpare · h8 svart torn · a7 svart bonde · b7 svart bonde · d7 svart bonde · f7 svart bonde · g7 svart bonde · h7 svart bonde · f6 svart springare · c5 svart bonde · d5 vit bonde · e5 svart bonde · c4 vit bonde · a2 vit bonde · b2 vit bonde · e2 vit bonde · f2 vit bonde · g2 vit bonde · h2 vit bonde · a1 vit torn · b1 vit springare · c1 vit löpare · d1 vit drottning · e1 vit kung · f1 vit löpare · g1 vit springare · h1 vit torn | 6 |
| 5 | a8 svart torn · b8 svart springare · c8 svart löpare · d8 svart drottning · e8 svart kung · f8 svart löpare · h8 svart torn · a7 svart bonde · b7 svart bonde · d7 svart bonde · f7 svart bonde · g7 svart bonde · h7 svart bonde · f6 svart springare · c5 svart bonde · d5 vit bonde · e5 svart bonde · c4 vit bonde · a2 vit bonde · b2 vit bonde · e2 vit bonde · f2 vit bonde · g2 vit bonde · h2 vit bonde · a1 vit torn · b1 vit springare · c1 vit löpare · d1 vit drottning · e1 vit kung · f1 vit löpare · g1 vit springare · h1 vit torn | a8 svart torn · b8 svart springare · c8 svart löpare · d8 svart drottning · e8 svart kung · f8 svart löpare · h8 svart torn · a7 svart bonde · b7 svart bonde · d7 svart bonde · f7 svart bonde · g7 svart bonde · h7 svart bonde · f6 svart springare · c5 svart bonde · d5 vit bonde · e5 svart bonde · c4 vit bonde · a2 vit bonde · b2 vit bonde · e2 vit bonde · f2 vit bonde · g2 vit bonde · h2 vit bonde · a1 vit torn · b1 vit springare · c1 vit löpare · d1 vit drottning · e1 vit kung · f1 vit löpare · g1 vit springare · h1 vit torn | a8 svart torn · b8 svart springare · c8 svart löpare · d8 svart drottning · e8 svart kung · f8 svart löpare · h8 svart torn · a7 svart bonde · b7 svart bonde · d7 svart bonde · f7 svart bonde · g7 svart bonde · h7 svart bonde · f6 svart springare · c5 svart bonde · d5 vit bonde · e5 svart bonde · c4 vit bonde · a2 vit bonde · b2 vit bonde · e2 vit bonde · f2 vit bonde · g2 vit bonde · h2 vit bonde · a1 vit torn · b1 vit springare · c1 vit löpare · d1 vit drottning · e1 vit kung · f1 vit löpare · g1 vit springare · h1 vit torn | a8 svart torn · b8 svart springare · c8 svart löpare · d8 svart drottning · e8 svart kung · f8 svart löpare · h8 svart torn · a7 svart bonde · b7 svart bonde · d7 svart bonde · f7 svart bonde · g7 svart bonde · h7 svart bonde · f6 svart springare · c5 svart bonde · d5 vit bonde · e5 svart bonde · c4 vit bonde · a2 vit bonde · b2 vit bonde · e2 vit bonde · f2 vit bonde · g2 vit bonde · h2 vit bonde · a1 vit torn · b1 vit springare · c1 vit löpare · d1 vit drottning · e1 vit kung · f1 vit löpare · g1 vit springare · h1 vit torn | a8 svart torn · b8 svart springare · c8 svart löpare · d8 svart drottning · e8 svart kung · f8 svart löpare · h8 svart torn · a7 svart bonde · b7 svart bonde · d7 svart bonde · f7 svart bonde · g7 svart bonde · h7 svart bonde · f6 svart springare · c5 svart bonde · d5 vit bonde · e5 svart bonde · c4 vit bonde · a2 vit bonde · b2 vit bonde · e2 vit bonde · f2 vit bonde · g2 vit bonde · h2 vit bonde · a1 vit torn · b1 vit springare · c1 vit löpare · d1 vit drottning · e1 vit kung · f1 vit löpare · g1 vit springare · h1 vit torn | a8 svart torn · b8 svart springare · c8 svart löpare · d8 svart drottning · e8 svart kung · f8 svart löpare · h8 svart torn · a7 svart bonde · b7 svart bonde · d7 svart bonde · f7 svart bonde · g7 svart bonde · h7 svart bonde · f6 svart springare · c5 svart bonde · d5 vit bonde · e5 svart bonde · c4 vit bonde · a2 vit bonde · b2 vit bonde · e2 vit bonde · f2 vit bonde · g2 vit bonde · h2 vit bonde · a1 vit torn · b1 vit springare · c1 vit löpare · d1 vit drottning · e1 vit kung · f1 vit löpare · g1 vit springare · h1 vit torn | a8 svart torn · b8 svart springare · c8 svart löpare · d8 svart drottning · e8 svart kung · f8 svart löpare · h8 svart torn · a7 svart bonde · b7 svart bonde · d7 svart bonde · f7 svart bonde · g7 svart bonde · h7 svart bonde · f6 svart springare · c5 svart bonde · d5 vit bonde · e5 svart bonde · c4 vit bonde · a2 vit bonde · b2 vit bonde · e2 vit bonde · f2 vit bonde · g2 vit bonde · h2 vit bonde · a1 vit torn · b1 vit springare · c1 vit löpare · d1 vit drottning · e1 vit kung · f1 vit löpare · g1 vit springare · h1 vit torn | a8 svart torn · b8 svart springare · c8 svart löpare · d8 svart drottning · e8 svart kung · f8 svart löpare · h8 svart torn · a7 svart bonde · b7 svart bonde · d7 svart bonde · f7 svart bonde · g7 svart bonde · h7 svart bonde · f6 svart springare · c5 svart bonde · d5 vit bonde · e5 svart bonde · c4 vit bonde · a2 vit bonde · b2 vit bonde · e2 vit bonde · f2 vit bonde · g2 vit bonde · h2 vit bonde · a1 vit torn · b1 vit springare · c1 vit löpare · d1 vit drottning · e1 vit kung · f1 vit löpare · g1 vit springare · h1 vit torn | 5 |
| 4 | a8 svart torn · b8 svart springare · c8 svart löpare · d8 svart drottning · e8 svart kung · f8 svart löpare · h8 svart torn · a7 svart bonde · b7 svart bonde · d7 svart bonde · f7 svart bonde · g7 svart bonde · h7 svart bonde · f6 svart springare · c5 svart bonde · d5 vit bonde · e5 svart bonde · c4 vit bonde · a2 vit bonde · b2 vit bonde · e2 vit bonde · f2 vit bonde · g2 vit bonde · h2 vit bonde · a1 vit torn · b1 vit springare · c1 vit löpare · d1 vit drottning · e1 vit kung · f1 vit löpare · g1 vit springare · h1 vit torn | a8 svart torn · b8 svart springare · c8 svart löpare · d8 svart drottning · e8 svart kung · f8 svart löpare · h8 svart torn · a7 svart bonde · b7 svart bonde · d7 svart bonde · f7 svart bonde · g7 svart bonde · h7 svart bonde · f6 svart springare · c5 svart bonde · d5 vit bonde · e5 svart bonde · c4 vit bonde · a2 vit bonde · b2 vit bonde · e2 vit bonde · f2 vit bonde · g2 vit bonde · h2 vit bonde · a1 vit torn · b1 vit springare · c1 vit löpare · d1 vit drottning · e1 vit kung · f1 vit löpare · g1 vit springare · h1 vit torn | a8 svart torn · b8 svart springare · c8 svart löpare · d8 svart drottning · e8 svart kung · f8 svart löpare · h8 svart torn · a7 svart bonde · b7 svart bonde · d7 svart bonde · f7 svart bonde · g7 svart bonde · h7 svart bonde · f6 svart springare · c5 svart bonde · d5 vit bonde · e5 svart bonde · c4 vit bonde · a2 vit bonde · b2 vit bonde · e2 vit bonde · f2 vit bonde · g2 vit bonde · h2 vit bonde · a1 vit torn · b1 vit springare · c1 vit löpare · d1 vit drottning · e1 vit kung · f1 vit löpare · g1 vit springare · h1 vit torn | a8 svart torn · b8 svart springare · c8 svart löpare · d8 svart drottning · e8 svart kung · f8 svart löpare · h8 svart torn · a7 svart bonde · b7 svart bonde · d7 svart bonde · f7 svart bonde · g7 svart bonde · h7 svart bonde · f6 svart springare · c5 svart bonde · d5 vit bonde · e5 svart bonde · c4 vit bonde · a2 vit bonde · b2 vit bonde · e2 vit bonde · f2 vit bonde · g2 vit bonde · h2 vit bonde · a1 vit torn · b1 vit springare · c1 vit löpare · d1 vit drottning · e1 vit kung · f1 vit löpare · g1 vit springare · h1 vit torn | a8 svart torn · b8 svart springare · c8 svart löpare · d8 svart drottning · e8 svart kung · f8 svart löpare · h8 svart torn · a7 svart bonde · b7 svart bonde · d7 svart bonde · f7 svart bonde · g7 svart bonde · h7 svart bonde · f6 svart springare · c5 svart bonde · d5 vit bonde · e5 svart bonde · c4 vit bonde · a2 vit bonde · b2 vit bonde · e2 vit bonde · f2 vit bonde · g2 vit bonde · h2 vit bonde · a1 vit torn · b1 vit springare · c1 vit löpare · d1 vit drottning · e1 vit kung · f1 vit löpare · g1 vit springare · h1 vit torn | a8 svart torn · b8 svart springare · c8 svart löpare · d8 svart drottning · e8 svart kung · f8 svart löpare · h8 svart torn · a7 svart bonde · b7 svart bonde · d7 svart bonde · f7 svart bonde · g7 svart bonde · h7 svart bonde · f6 svart springare · c5 svart bonde · d5 vit bonde · e5 svart bonde · c4 vit bonde · a2 vit bonde · b2 vit bonde · e2 vit bonde · f2 vit bonde · g2 vit bonde · h2 vit bonde · a1 vit torn · b1 vit springare · c1 vit löpare · d1 vit drottning · e1 vit kung · f1 vit löpare · g1 vit springare · h1 vit torn | a8 svart torn · b8 svart springare · c8 svart löpare · d8 svart drottning · e8 svart kung · f8 svart löpare · h8 svart torn · a7 svart bonde · b7 svart bonde · d7 svart bonde · f7 svart bonde · g7 svart bonde · h7 svart bonde · f6 svart springare · c5 svart bonde · d5 vit bonde · e5 svart bonde · c4 vit bonde · a2 vit bonde · b2 vit bonde · e2 vit bonde · f2 vit bonde · g2 vit bonde · h2 vit bonde · a1 vit torn · b1 vit springare · c1 vit löpare · d1 vit drottning · e1 vit kung · f1 vit löpare · g1 vit springare · h1 vit torn | a8 svart torn · b8 svart springare · c8 svart löpare · d8 svart drottning · e8 svart kung · f8 svart löpare · h8 svart torn · a7 svart bonde · b7 svart bonde · d7 svart bonde · f7 svart bonde · g7 svart bonde · h7 svart bonde · f6 svart springare · c5 svart bonde · d5 vit bonde · e5 svart bonde · c4 vit bonde · a2 vit bonde · b2 vit bonde · e2 vit bonde · f2 vit bonde · g2 vit bonde · h2 vit bonde · a1 vit torn · b1 vit springare · c1 vit löpare · d1 vit drottning · e1 vit kung · f1 vit löpare · g1 vit springare · h1 vit torn | 4 |
| 3 | a8 svart torn · b8 svart springare · c8 svart löpare · d8 svart drottning · e8 svart kung · f8 svart löpare · h8 svart torn · a7 svart bonde · b7 svart bonde · d7 svart bonde · f7 svart bonde · g7 svart bonde · h7 svart bonde · f6 svart springare · c5 svart bonde · d5 vit bonde · e5 svart bonde · c4 vit bonde · a2 vit bonde · b2 vit bonde · e2 vit bonde · f2 vit bonde · g2 vit bonde · h2 vit bonde · a1 vit torn · b1 vit springare · c1 vit löpare · d1 vit drottning · e1 vit kung · f1 vit löpare · g1 vit springare · h1 vit torn | a8 svart torn · b8 svart springare · c8 svart löpare · d8 svart drottning · e8 svart kung · f8 svart löpare · h8 svart torn · a7 svart bonde · b7 svart bonde · d7 svart bonde · f7 svart bonde · g7 svart bonde · h7 svart bonde · f6 svart springare · c5 svart bonde · d5 vit bonde · e5 svart bonde · c4 vit bonde · a2 vit bonde · b2 vit bonde · e2 vit bonde · f2 vit bonde · g2 vit bonde · h2 vit bonde · a1 vit torn · b1 vit springare · c1 vit löpare · d1 vit drottning · e1 vit kung · f1 vit löpare · g1 vit springare · h1 vit torn | a8 svart torn · b8 svart springare · c8 svart löpare · d8 svart drottning · e8 svart kung · f8 svart löpare · h8 svart torn · a7 svart bonde · b7 svart bonde · d7 svart bonde · f7 svart bonde · g7 svart bonde · h7 svart bonde · f6 svart springare · c5 svart bonde · d5 vit bonde · e5 svart bonde · c4 vit bonde · a2 vit bonde · b2 vit bonde · e2 vit bonde · f2 vit bonde · g2 vit bonde · h2 vit bonde · a1 vit torn · b1 vit springare · c1 vit löpare · d1 vit drottning · e1 vit kung · f1 vit löpare · g1 vit springare · h1 vit torn | a8 svart torn · b8 svart springare · c8 svart löpare · d8 svart drottning · e8 svart kung · f8 svart löpare · h8 svart torn · a7 svart bonde · b7 svart bonde · d7 svart bonde · f7 svart bonde · g7 svart bonde · h7 svart bonde · f6 svart springare · c5 svart bonde · d5 vit bonde · e5 svart bonde · c4 vit bonde · a2 vit bonde · b2 vit bonde · e2 vit bonde · f2 vit bonde · g2 vit bonde · h2 vit bonde · a1 vit torn · b1 vit springare · c1 vit löpare · d1 vit drottning · e1 vit kung · f1 vit löpare · g1 vit springare · h1 vit torn | a8 svart torn · b8 svart springare · c8 svart löpare · d8 svart drottning · e8 svart kung · f8 svart löpare · h8 svart torn · a7 svart bonde · b7 svart bonde · d7 svart bonde · f7 svart bonde · g7 svart bonde · h7 svart bonde · f6 svart springare · c5 svart bonde · d5 vit bonde · e5 svart bonde · c4 vit bonde · a2 vit bonde · b2 vit bonde · e2 vit bonde · f2 vit bonde · g2 vit bonde · h2 vit bonde · a1 vit torn · b1 vit springare · c1 vit löpare · d1 vit drottning · e1 vit kung · f1 vit löpare · g1 vit springare · h1 vit torn | a8 svart torn · b8 svart springare · c8 svart löpare · d8 svart drottning · e8 svart kung · f8 svart löpare · h8 svart torn · a7 svart bonde · b7 svart bonde · d7 svart bonde · f7 svart bonde · g7 svart bonde · h7 svart bonde · f6 svart springare · c5 svart bonde · d5 vit bonde · e5 svart bonde · c4 vit bonde · a2 vit bonde · b2 vit bonde · e2 vit bonde · f2 vit bonde · g2 vit bonde · h2 vit bonde · a1 vit torn · b1 vit springare · c1 vit löpare · d1 vit drottning · e1 vit kung · f1 vit löpare · g1 vit springare · h1 vit torn | a8 svart torn · b8 svart springare · c8 svart löpare · d8 svart drottning · e8 svart kung · f8 svart löpare · h8 svart torn · a7 svart bonde · b7 svart bonde · d7 svart bonde · f7 svart bonde · g7 svart bonde · h7 svart bonde · f6 svart springare · c5 svart bonde · d5 vit bonde · e5 svart bonde · c4 vit bonde · a2 vit bonde · b2 vit bonde · e2 vit bonde · f2 vit bonde · g2 vit bonde · h2 vit bonde · a1 vit torn · b1 vit springare · c1 vit löpare · d1 vit drottning · e1 vit kung · f1 vit löpare · g1 vit springare · h1 vit torn | a8 svart torn · b8 svart springare · c8 svart löpare · d8 svart drottning · e8 svart kung · f8 svart löpare · h8 svart torn · a7 svart bonde · b7 svart bonde · d7 svart bonde · f7 svart bonde · g7 svart bonde · h7 svart bonde · f6 svart springare · c5 svart bonde · d5 vit bonde · e5 svart bonde · c4 vit bonde · a2 vit bonde · b2 vit bonde · e2 vit bonde · f2 vit bonde · g2 vit bonde · h2 vit bonde · a1 vit torn · b1 vit springare · c1 vit löpare · d1 vit drottning · e1 vit kung · f1 vit löpare · g1 vit springare · h1 vit torn | 3 |
| 2 | a8 svart torn · b8 svart springare · c8 svart löpare · d8 svart drottning · e8 svart kung · f8 svart löpare · h8 svart torn · a7 svart bonde · b7 svart bonde · d7 svart bonde · f7 svart bonde · g7 svart bonde · h7 svart bonde · f6 svart springare · c5 svart bonde · d5 vit bonde · e5 svart bonde · c4 vit bonde · a2 vit bonde · b2 vit bonde · e2 vit bonde · f2 vit bonde · g2 vit bonde · h2 vit bonde · a1 vit torn · b1 vit springare · c1 vit löpare · d1 vit drottning · e1 vit kung · f1 vit löpare · g1 vit springare · h1 vit torn | a8 svart torn · b8 svart springare · c8 svart löpare · d8 svart drottning · e8 svart kung · f8 svart löpare · h8 svart torn · a7 svart bonde · b7 svart bonde · d7 svart bonde · f7 svart bonde · g7 svart bonde · h7 svart bonde · f6 svart springare · c5 svart bonde · d5 vit bonde · e5 svart bonde · c4 vit bonde · a2 vit bonde · b2 vit bonde · e2 vit bonde · f2 vit bonde · g2 vit bonde · h2 vit bonde · a1 vit torn · b1 vit springare · c1 vit löpare · d1 vit drottning · e1 vit kung · f1 vit löpare · g1 vit springare · h1 vit torn | a8 svart torn · b8 svart springare · c8 svart löpare · d8 svart drottning · e8 svart kung · f8 svart löpare · h8 svart torn · a7 svart bonde · b7 svart bonde · d7 svart bonde · f7 svart bonde · g7 svart bonde · h7 svart bonde · f6 svart springare · c5 svart bonde · d5 vit bonde · e5 svart bonde · c4 vit bonde · a2 vit bonde · b2 vit bonde · e2 vit bonde · f2 vit bonde · g2 vit bonde · h2 vit bonde · a1 vit torn · b1 vit springare · c1 vit löpare · d1 vit drottning · e1 vit kung · f1 vit löpare · g1 vit springare · h1 vit torn | a8 svart torn · b8 svart springare · c8 svart löpare · d8 svart drottning · e8 svart kung · f8 svart löpare · h8 svart torn · a7 svart bonde · b7 svart bonde · d7 svart bonde · f7 svart bonde · g7 svart bonde · h7 svart bonde · f6 svart springare · c5 svart bonde · d5 vit bonde · e5 svart bonde · c4 vit bonde · a2 vit bonde · b2 vit bonde · e2 vit bonde · f2 vit bonde · g2 vit bonde · h2 vit bonde · a1 vit torn · b1 vit springare · c1 vit löpare · d1 vit drottning · e1 vit kung · f1 vit löpare · g1 vit springare · h1 vit torn | a8 svart torn · b8 svart springare · c8 svart löpare · d8 svart drottning · e8 svart kung · f8 svart löpare · h8 svart torn · a7 svart bonde · b7 svart bonde · d7 svart bonde · f7 svart bonde · g7 svart bonde · h7 svart bonde · f6 svart springare · c5 svart bonde · d5 vit bonde · e5 svart bonde · c4 vit bonde · a2 vit bonde · b2 vit bonde · e2 vit bonde · f2 vit bonde · g2 vit bonde · h2 vit bonde · a1 vit torn · b1 vit springare · c1 vit löpare · d1 vit drottning · e1 vit kung · f1 vit löpare · g1 vit springare · h1 vit torn | a8 svart torn · b8 svart springare · c8 svart löpare · d8 svart drottning · e8 svart kung · f8 svart löpare · h8 svart torn · a7 svart bonde · b7 svart bonde · d7 svart bonde · f7 svart bonde · g7 svart bonde · h7 svart bonde · f6 svart springare · c5 svart bonde · d5 vit bonde · e5 svart bonde · c4 vit bonde · a2 vit bonde · b2 vit bonde · e2 vit bonde · f2 vit bonde · g2 vit bonde · h2 vit bonde · a1 vit torn · b1 vit springare · c1 vit löpare · d1 vit drottning · e1 vit kung · f1 vit löpare · g1 vit springare · h1 vit torn | a8 svart torn · b8 svart springare · c8 svart löpare · d8 svart drottning · e8 svart kung · f8 svart löpare · h8 svart torn · a7 svart bonde · b7 svart bonde · d7 svart bonde · f7 svart bonde · g7 svart bonde · h7 svart bonde · f6 svart springare · c5 svart bonde · d5 vit bonde · e5 svart bonde · c4 vit bonde · a2 vit bonde · b2 vit bonde · e2 vit bonde · f2 vit bonde · g2 vit bonde · h2 vit bonde · a1 vit torn · b1 vit springare · c1 vit löpare · d1 vit drottning · e1 vit kung · f1 vit löpare · g1 vit springare · h1 vit torn | a8 svart torn · b8 svart springare · c8 svart löpare · d8 svart drottning · e8 svart kung · f8 svart löpare · h8 svart torn · a7 svart bonde · b7 svart bonde · d7 svart bonde · f7 svart bonde · g7 svart bonde · h7 svart bonde · f6 svart springare · c5 svart bonde · d5 vit bonde · e5 svart bonde · c4 vit bonde · a2 vit bonde · b2 vit bonde · e2 vit bonde · f2 vit bonde · g2 vit bonde · h2 vit bonde · a1 vit torn · b1 vit springare · c1 vit löpare · d1 vit drottning · e1 vit kung · f1 vit löpare · g1 vit springare · h1 vit torn | 2 |
| 1 | a8 svart torn · b8 svart springare · c8 svart löpare · d8 svart drottning · e8 svart kung · f8 svart löpare · h8 svart torn · a7 svart bonde · b7 svart bonde · d7 svart bonde · f7 svart bonde · g7 svart bonde · h7 svart bonde · f6 svart springare · c5 svart bonde · d5 vit bonde · e5 svart bonde · c4 vit bonde · a2 vit bonde · b2 vit bonde · e2 vit bonde · f2 vit bonde · g2 vit bonde · h2 vit bonde · a1 vit torn · b1 vit springare · c1 vit löpare · d1 vit drottning · e1 vit kung · f1 vit löpare · g1 vit springare · h1 vit torn | a8 svart torn · b8 svart springare · c8 svart löpare · d8 svart drottning · e8 svart kung · f8 svart löpare · h8 svart torn · a7 svart bonde · b7 svart bonde · d7 svart bonde · f7 svart bonde · g7 svart bonde · h7 svart bonde · f6 svart springare · c5 svart bonde · d5 vit bonde · e5 svart bonde · c4 vit bonde · a2 vit bonde · b2 vit bonde · e2 vit bonde · f2 vit bonde · g2 vit bonde · h2 vit bonde · a1 vit torn · b1 vit springare · c1 vit löpare · d1 vit drottning · e1 vit kung · f1 vit löpare · g1 vit springare · h1 vit torn | a8 svart torn · b8 svart springare · c8 svart löpare · d8 svart drottning · e8 svart kung · f8 svart löpare · h8 svart torn · a7 svart bonde · b7 svart bonde · d7 svart bonde · f7 svart bonde · g7 svart bonde · h7 svart bonde · f6 svart springare · c5 svart bonde · d5 vit bonde · e5 svart bonde · c4 vit bonde · a2 vit bonde · b2 vit bonde · e2 vit bonde · f2 vit bonde · g2 vit bonde · h2 vit bonde · a1 vit torn · b1 vit springare · c1 vit löpare · d1 vit drottning · e1 vit kung · f1 vit löpare · g1 vit springare · h1 vit torn | a8 svart torn · b8 svart springare · c8 svart löpare · d8 svart drottning · e8 svart kung · f8 svart löpare · h8 svart torn · a7 svart bonde · b7 svart bonde · d7 svart bonde · f7 svart bonde · g7 svart bonde · h7 svart bonde · f6 svart springare · c5 svart bonde · d5 vit bonde · e5 svart bonde · c4 vit bonde · a2 vit bonde · b2 vit bonde · e2 vit bonde · f2 vit bonde · g2 vit bonde · h2 vit bonde · a1 vit torn · b1 vit springare · c1 vit löpare · d1 vit drottning · e1 vit kung · f1 vit löpare · g1 vit springare · h1 vit torn | a8 svart torn · b8 svart springare · c8 svart löpare · d8 svart drottning · e8 svart kung · f8 svart löpare · h8 svart torn · a7 svart bonde · b7 svart bonde · d7 svart bonde · f7 svart bonde · g7 svart bonde · h7 svart bonde · f6 svart springare · c5 svart bonde · d5 vit bonde · e5 svart bonde · c4 vit bonde · a2 vit bonde · b2 vit bonde · e2 vit bonde · f2 vit bonde · g2 vit bonde · h2 vit bonde · a1 vit torn · b1 vit springare · c1 vit löpare · d1 vit drottning · e1 vit kung · f1 vit löpare · g1 vit springare · h1 vit torn | a8 svart torn · b8 svart springare · c8 svart löpare · d8 svart drottning · e8 svart kung · f8 svart löpare · h8 svart torn · a7 svart bonde · b7 svart bonde · d7 svart bonde · f7 svart bonde · g7 svart bonde · h7 svart bonde · f6 svart springare · c5 svart bonde · d5 vit bonde · e5 svart bonde · c4 vit bonde · a2 vit bonde · b2 vit bonde · e2 vit bonde · f2 vit bonde · g2 vit bonde · h2 vit bonde · a1 vit torn · b1 vit springare · c1 vit löpare · d1 vit drottning · e1 vit kung · f1 vit löpare · g1 vit springare · h1 vit torn | a8 svart torn · b8 svart springare · c8 svart löpare · d8 svart drottning · e8 svart kung · f8 svart löpare · h8 svart torn · a7 svart bonde · b7 svart bonde · d7 svart bonde · f7 svart bonde · g7 svart bonde · h7 svart bonde · f6 svart springare · c5 svart bonde · d5 vit bonde · e5 svart bonde · c4 vit bonde · a2 vit bonde · b2 vit bonde · e2 vit bonde · f2 vit bonde · g2 vit bonde · h2 vit bonde · a1 vit torn · b1 vit springare · c1 vit löpare · d1 vit drottning · e1 vit kung · f1 vit löpare · g1 vit springare · h1 vit torn | a8 svart torn · b8 svart springare · c8 svart löpare · d8 svart drottning · e8 svart kung · f8 svart löpare · h8 svart torn · a7 svart bonde · b7 svart bonde · d7 svart bonde · f7 svart bonde · g7 svart bonde · h7 svart bonde · f6 svart springare · c5 svart bonde · d5 vit bonde · e5 svart bonde · c4 vit bonde · a2 vit bonde · b2 vit bonde · e2 vit bonde · f2 vit bonde · g2 vit bonde · h2 vit bonde · a1 vit torn · b1 vit springare · c1 vit löpare · d1 vit drottning · e1 vit kung · f1 vit löpare · g1 vit springare · h1 vit torn | 1 |
|   | a | b | c | d | e | f | g | h |   |

Tjeckisk Benoni är en solid men passiv variant. Den har fått sitt namn efter tjecken Karel Hromádka.
Vit brukar spela på kungsflygeln och svart satsar på ...b5 eller ...f5 efter nödvändiga förberedelser.
Huvudvarianten är 3...e5 4.Sc3 d6 5.e4 Le7.

## Partiexempel
Vit: Aleksandr Alechin
Svart: Donald Henry Mugridge
Los Angeles, 1924 (blindsimultan av Alechin)
1.d4 Sf6 2.c4 c5 3.d5 d6 4.Sc3 e5 5.e4 g6 6.f4 Lg4 7.Le2 Lxe2 8.Dxe2 Sbd7 9.Sf3 exf4 10.Lxf4 Sh5 11.Lg5 f6 12.Le3 Se5 13.Sxe5 fxe5 14.0-0 Lg7 15.Dg4 De7 16.Lg5 Lf6 17.Lh6 Sg7 18.Txf6 Dxf6 19.Tf1 De7 20.Sb5 Td8 21.Lxg7 1-0